# Jeep CJ
De Jeep CJ (kort voor Civilan Jeep) was de commerciële variant van de militaire jeep uit de Tweede Wereldoorlog. De eerste CJ prototypes werden in 1944 gemaakt, en de CJ‑2A werd onmiddellijk na de oorlog, in 1945 door Willys-Overland geïntroduceerd. Het basisontwerp bleef tot 1987 gedurende alle generaties, en onder drie moederbedrijven nagenoeg onveranderd.
De meest belangwekkende wijzigingen tijdens 42 modeljaren waren de introductie van een afgeronde body en voorspatborden (CJ-5 voor 1955), andere motoren met vier, zes en zelfs acht cilinders, automatische versnellingsbakken en andere vierwielaandrijvingssystemen, en de CJ-7 (1976) gaf een 10 inch (25,4 cm) langere wielbasis en meer binnenruimte, en maakte deuren, en een afneembare kunststof hardtop met beglazing gangbaar.
De CJ-7 werd in 1987 vervangen door een sterk overeenkomend model (op dezelfde wielbasis en met behoud van bladveren) onder de nieuwe naam Wrangler.

## CJ-2
De Willys-Overland CJ-2 was een directe afgeleide van de militaire Willys MB en gebruikte dezelfde Willys "Go Devil" motor, maar alle typische militaire kenmerken werden verwijderd. Naast grotere koplampen, een aan de zijkant gemonteerd reservewiel en een standaard tankdop was de CJ-2 ook de eerste jeep met een achterklep.
Willys-Overland produceerde in 1944 en 1945 een veertigtal pre-productie exemplaren van de CJ-2 onder de naam Agrijeep. Hoewel de CJ-2 een commercieel voertuig was, waren deze exemplaren niet te koop.
In 2019 waren er nog twaalf CJ-2's bekend die het hebben overleefd.

## CJ-2A
De opgedane ervaring met de CJ-2 leidde tot de ontwikkeling van de eerste echt vrij verkrijgbare civiele jeep, de Willys-Overland CJ-2A of ook Universal Jeep, die van 1945 tot 1949 geproduceerd werd. Net zoals de CJ-2 en de militaire jeep had de CJ-2A een gespleten voorruit. De versnellingspook aan de stuurkolom werd in de loop van de productie vervangen door een meer gebruikelijke centraal geplaatste versnellingspook. De CJ-2A werd nog steeds aangedreven door de betrouwbare "Go Devil" motor, maar deze motor werd nu gekoppeld aan een stevigere drietraps Borg-Warner T90-transmissie. Veel van de vroege CJ-2A's werden geproduceerd met behulp van de resterende onderdelen van de militaire jeep, zoals motorblokken en in enkele gevallen ook een aangepast chassis.
Aangezien de CJ-2A hoofdzakelijk bedoeld was voor gebruik in de landbouw, werd de wagen standaard geleverd met alleen een bestuurderszetel en een zijspiegel aan de bestuurderszijde. Er was een brede keuze aan opties beschikbaar, zoals een passagierszetel, achterbank, middelste achteruitkijkspiegel, stoffen kap, krachtafnemer voor en achter, lier, dubbele vacuüm ruitenwissers en verwarming.
Er werden in totaal iets meer dan 214.000 CJ-2A's geproduceerd.

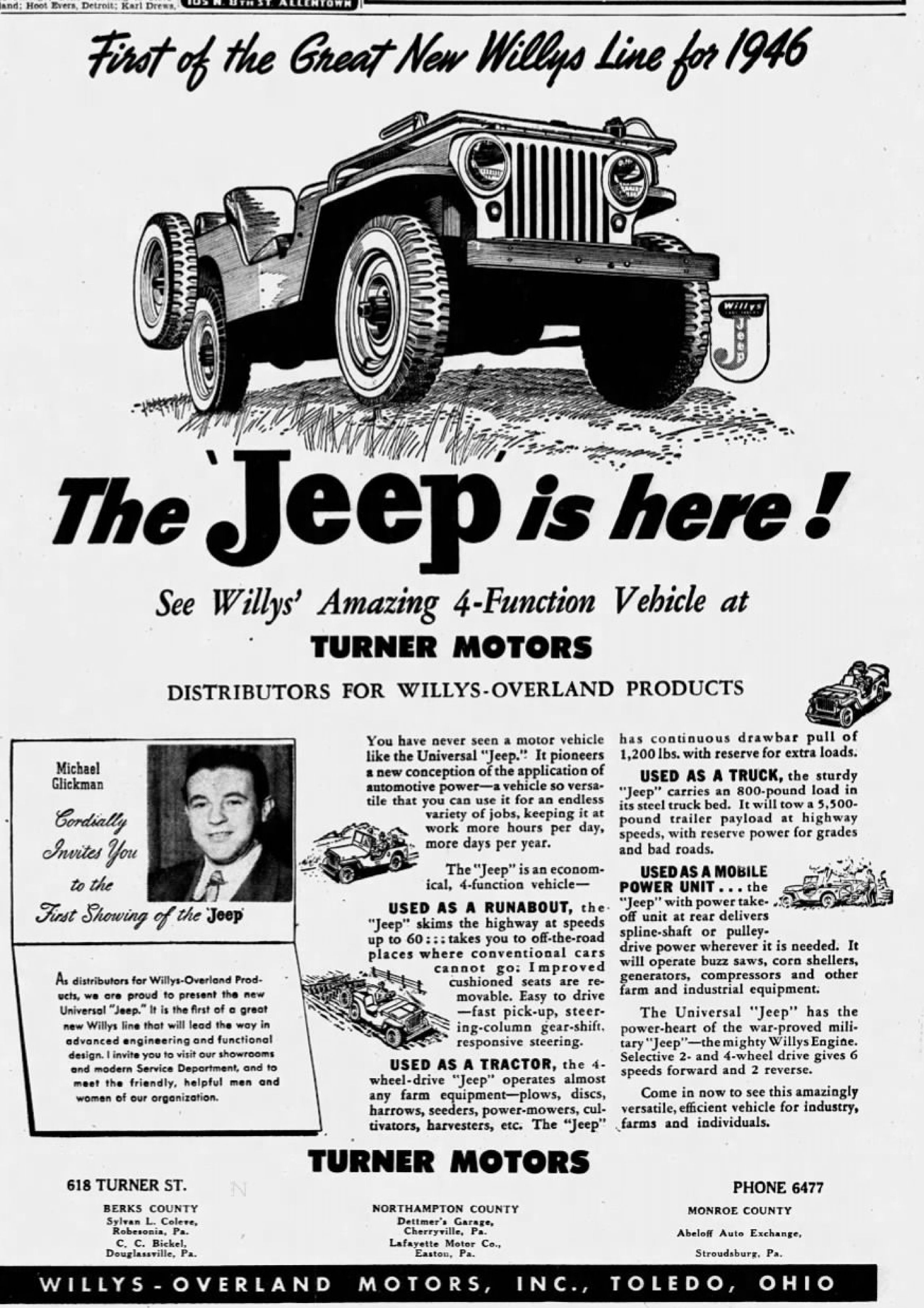
Advertentie uit 1946 voor de "Universal Jeep", de benaming CJ-2A werd nog niet gebruikt
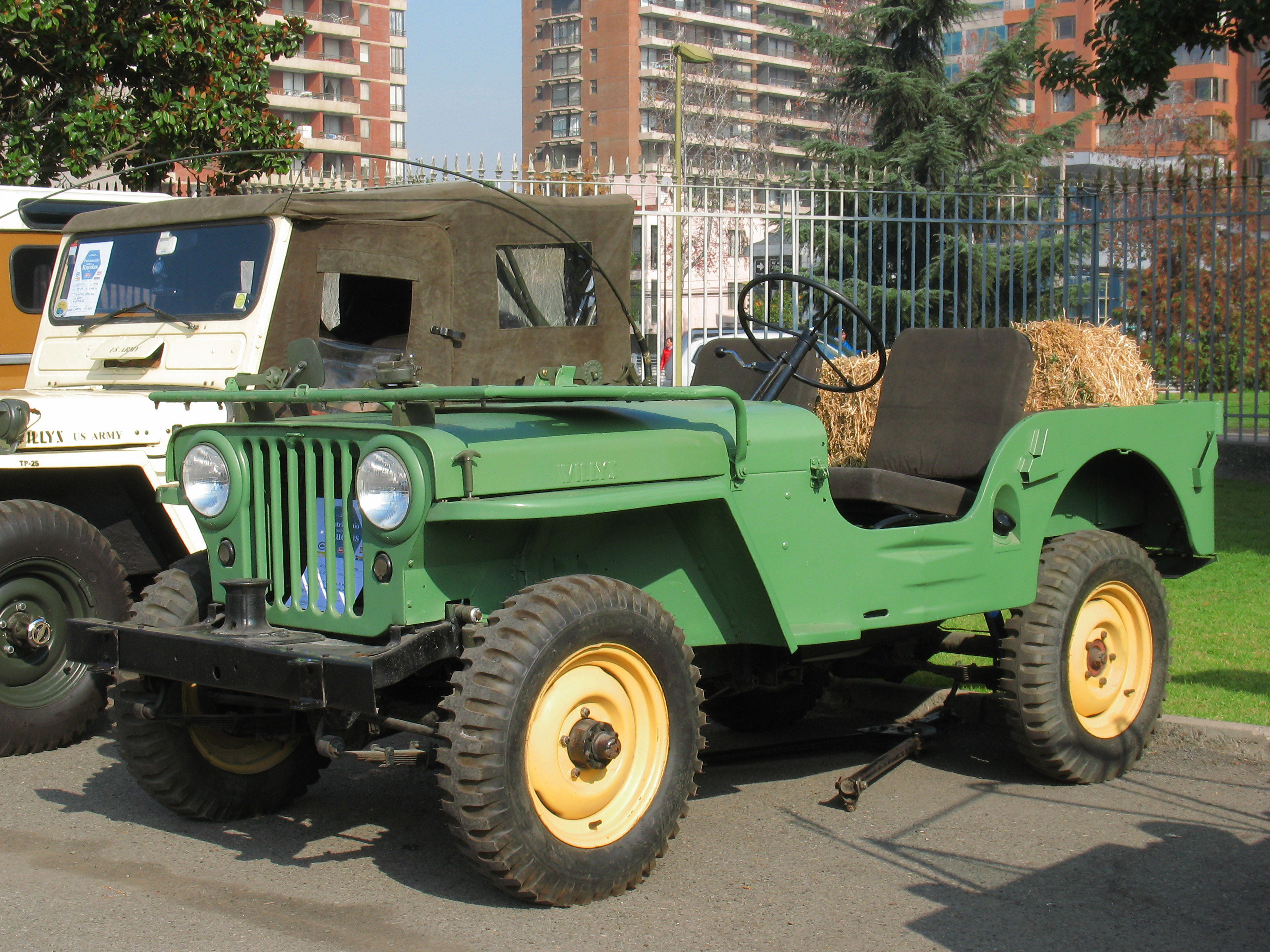
Groen met gele wielen was een van de eerste twee beschikbare kleurencombinaties
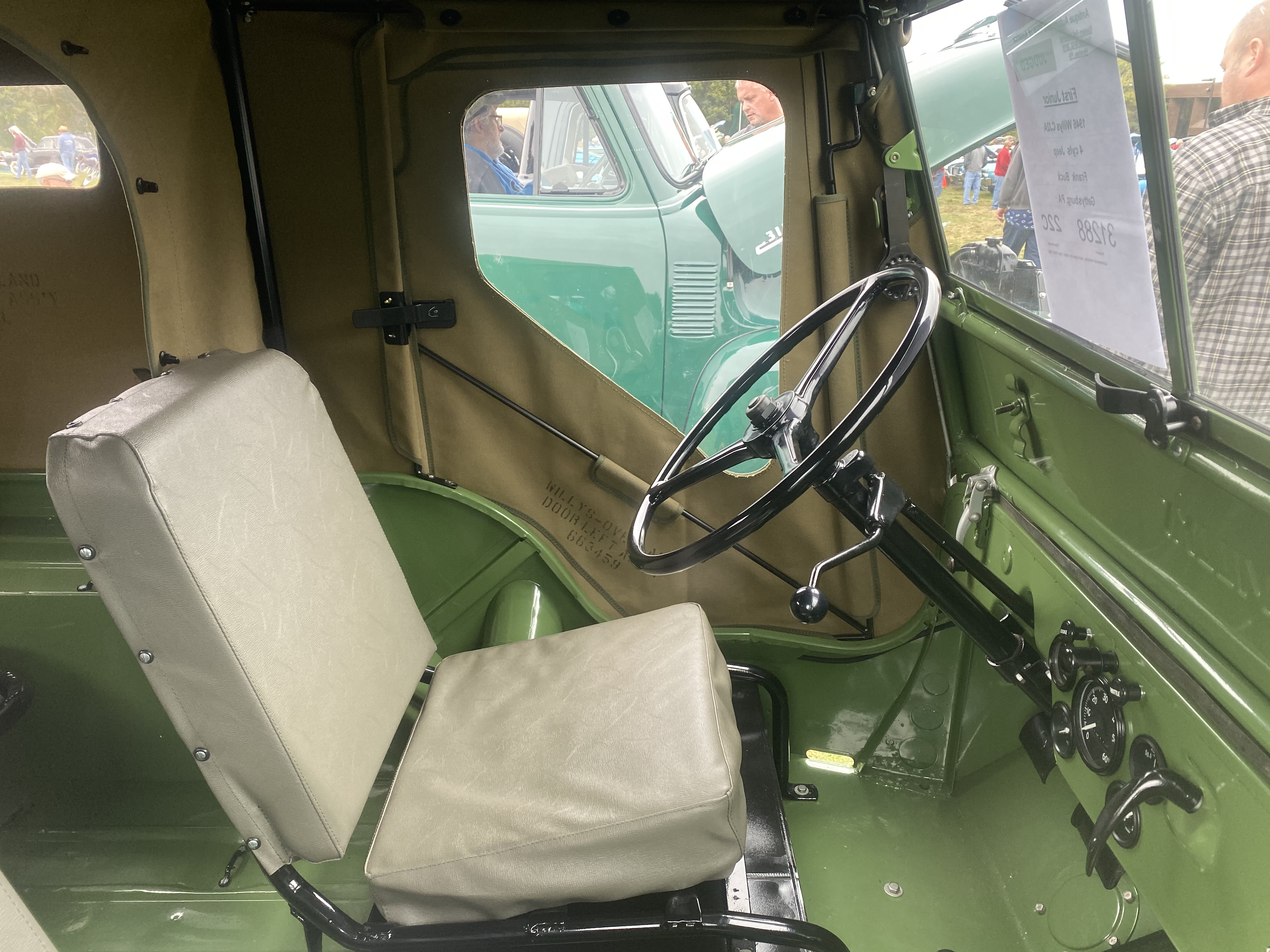
CJ-2A met de versnellingspook aan de stuurkolom
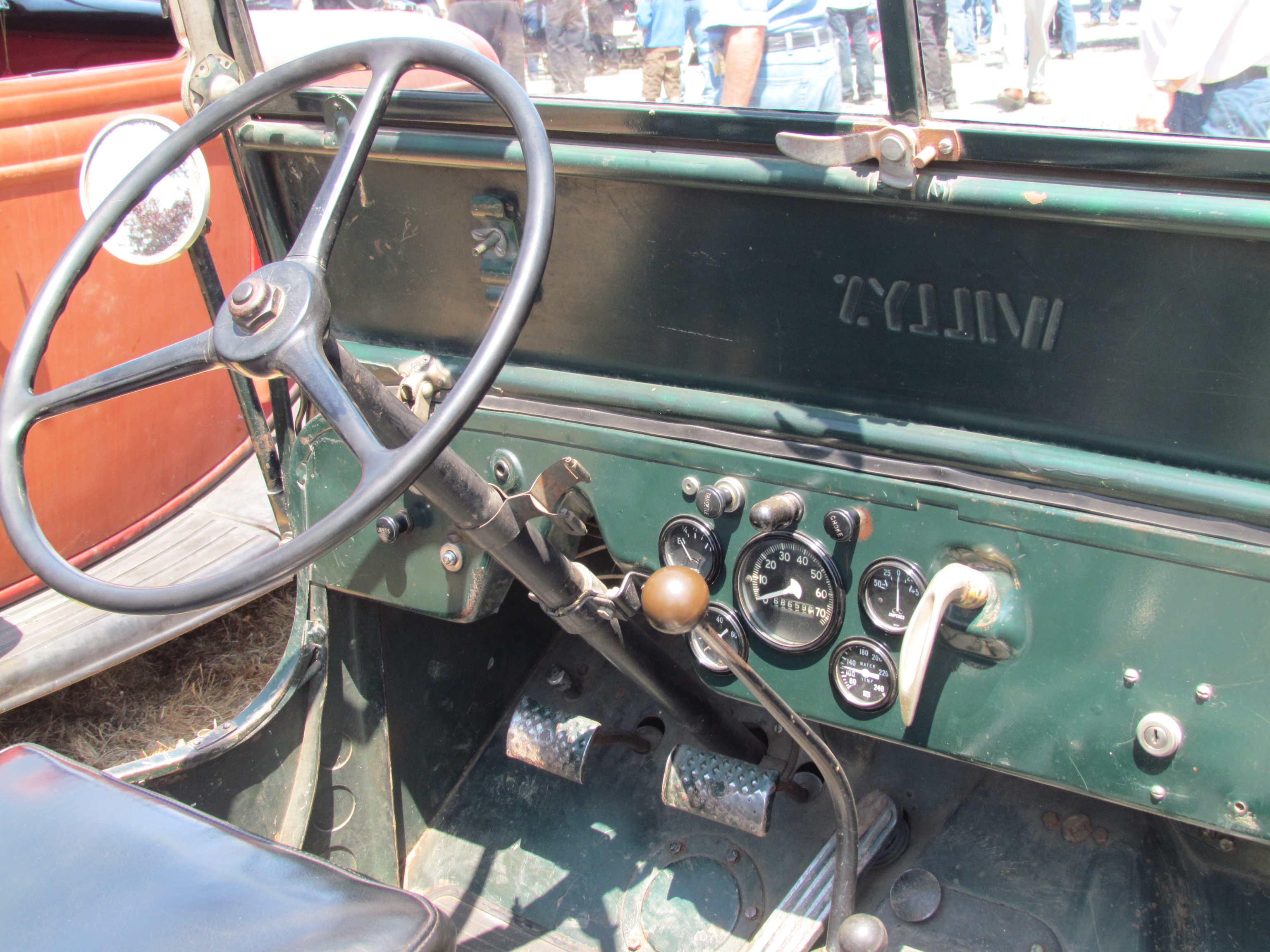
CJ-2A met de versnellingspook centraal geplaatst
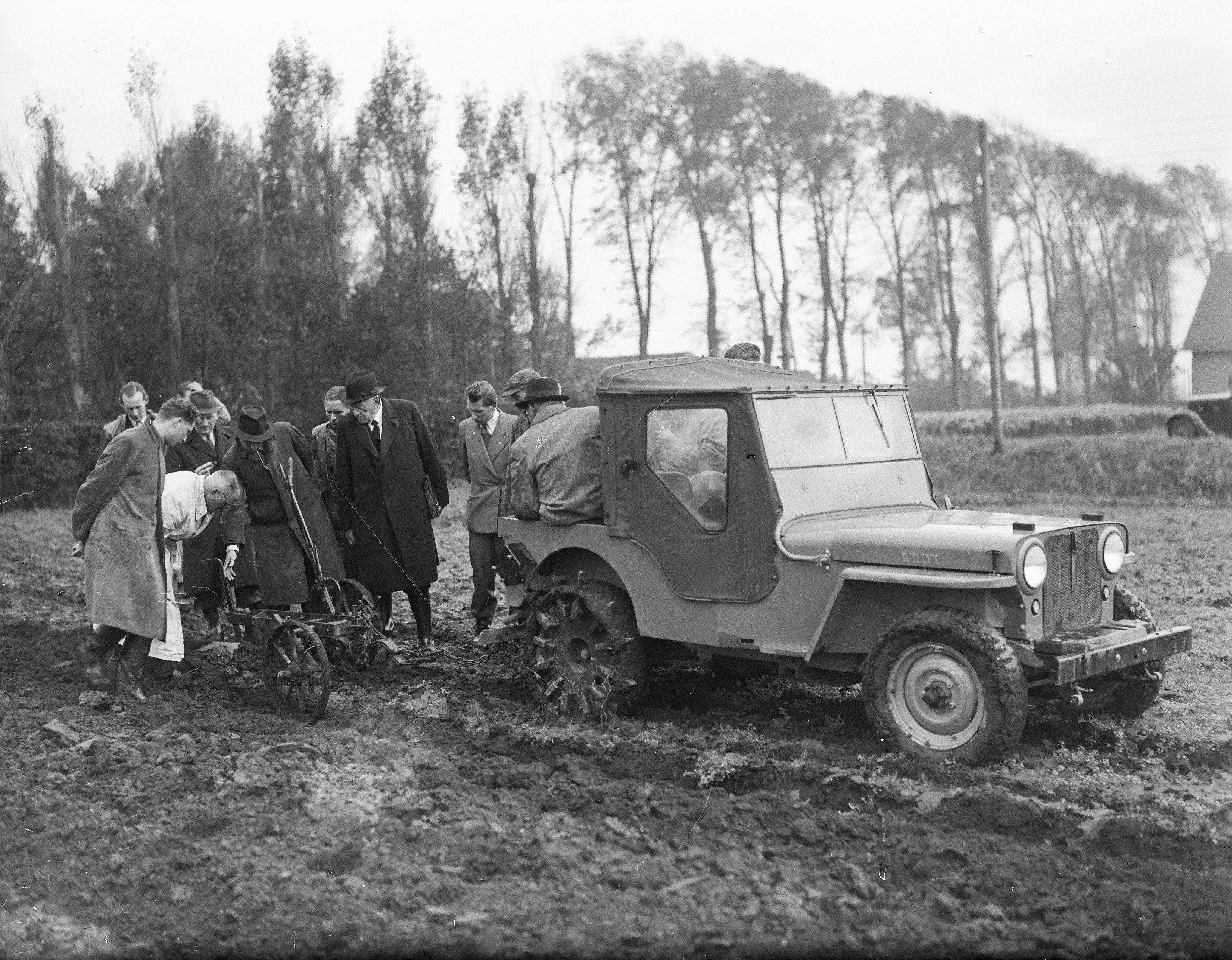
Demonstratie van de Jeep voor landbouw en industrie (Nederland, 1946)

## CJ-3A
De Willys-Overland CJ-3A werd geïntroduceerd in 1949 en was in productie tot 1953, toen hij werd vervangen door de CJ-3B. De CJ-3A werd aangedreven door de Willys "Go Devil" viercilindermotor met 45 kW (61 pk), gekoppeld aan een T90-transmissie en een Dana 18 tussenbak. De wagen had een voorruit uit één stuk met een ventilatieopening en ruitenwissers aan de onderkant. De ophanging van de CJ-3A was versterkt ter ondersteuning van de verschillende landbouwwerktuigen die voor het voertuig gebouwd werden.
Vanaf 1951 werden een Farm Jeep en een Jeep Tractor-versie aangeboden. Die laatste was alleen bedoeld voor gebruik op het veld en werd gekenmerkt door zijn spartaanse uitvoering en zijn krachtafnemer.
In totaal werden bijna 132.000 exemplaren geproduceerd voordat de CJ-3A werd stopgezet in 1953. Ongeveer 550 exemplaren werden eind 1952 en begin 1953 door Mitsubishi geassembleerd als de J1/J2, exclusief voor de Japanse politie en bosbouwdienst.
De van de CJ-3A afgeleide militaire jeep, de Willys MC (M38), begon in 1949 de Ford en Willys jeeps uit de Tweede Wereldoorlog aan te vullen.

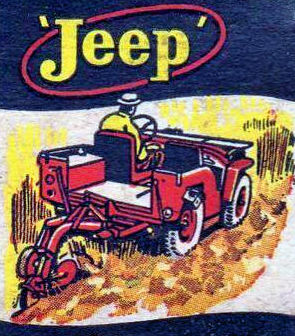
Tekening van een Jeep met ploeg (1949)
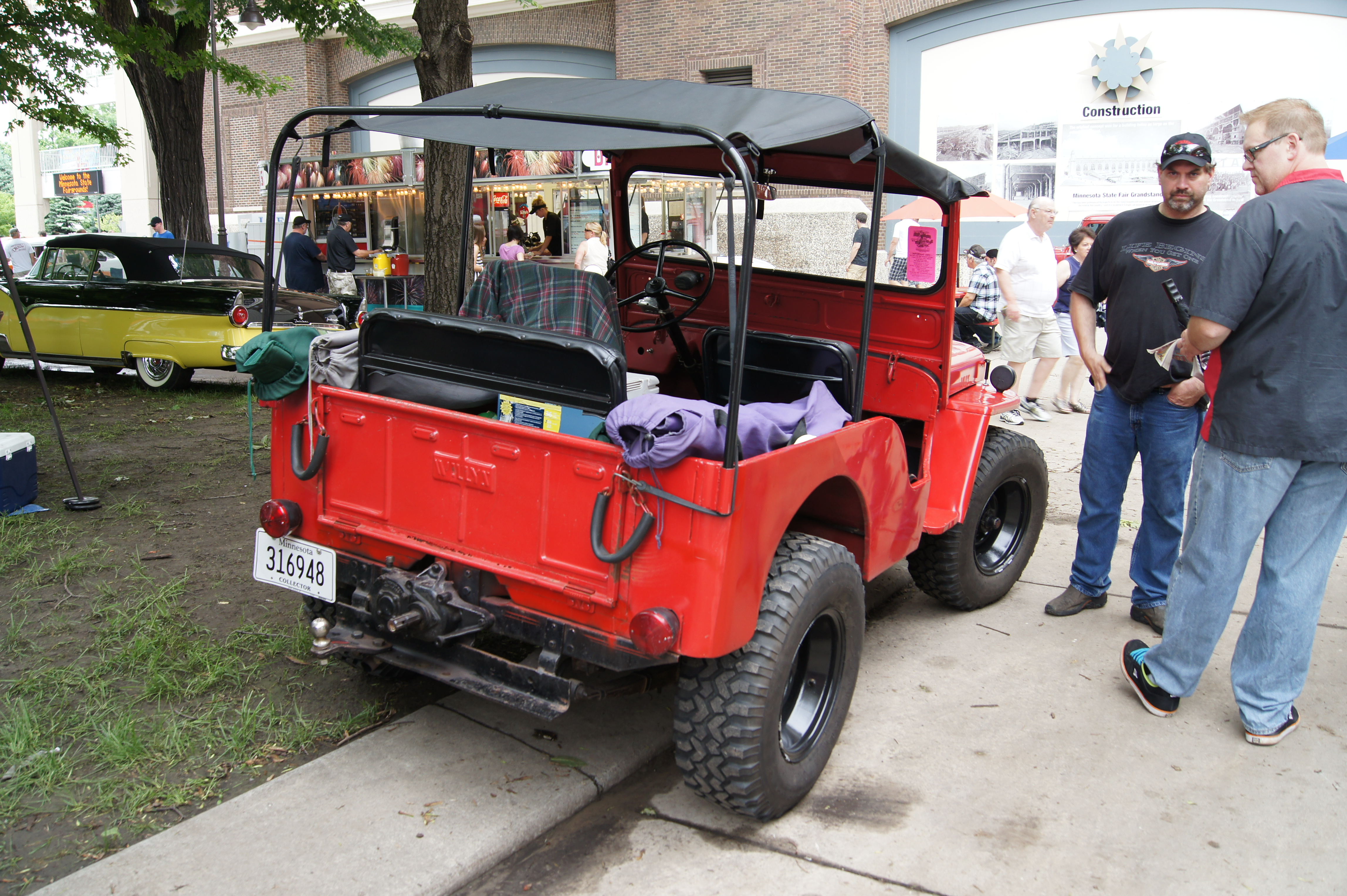
CJ-3A met krachtafnemer achteraan
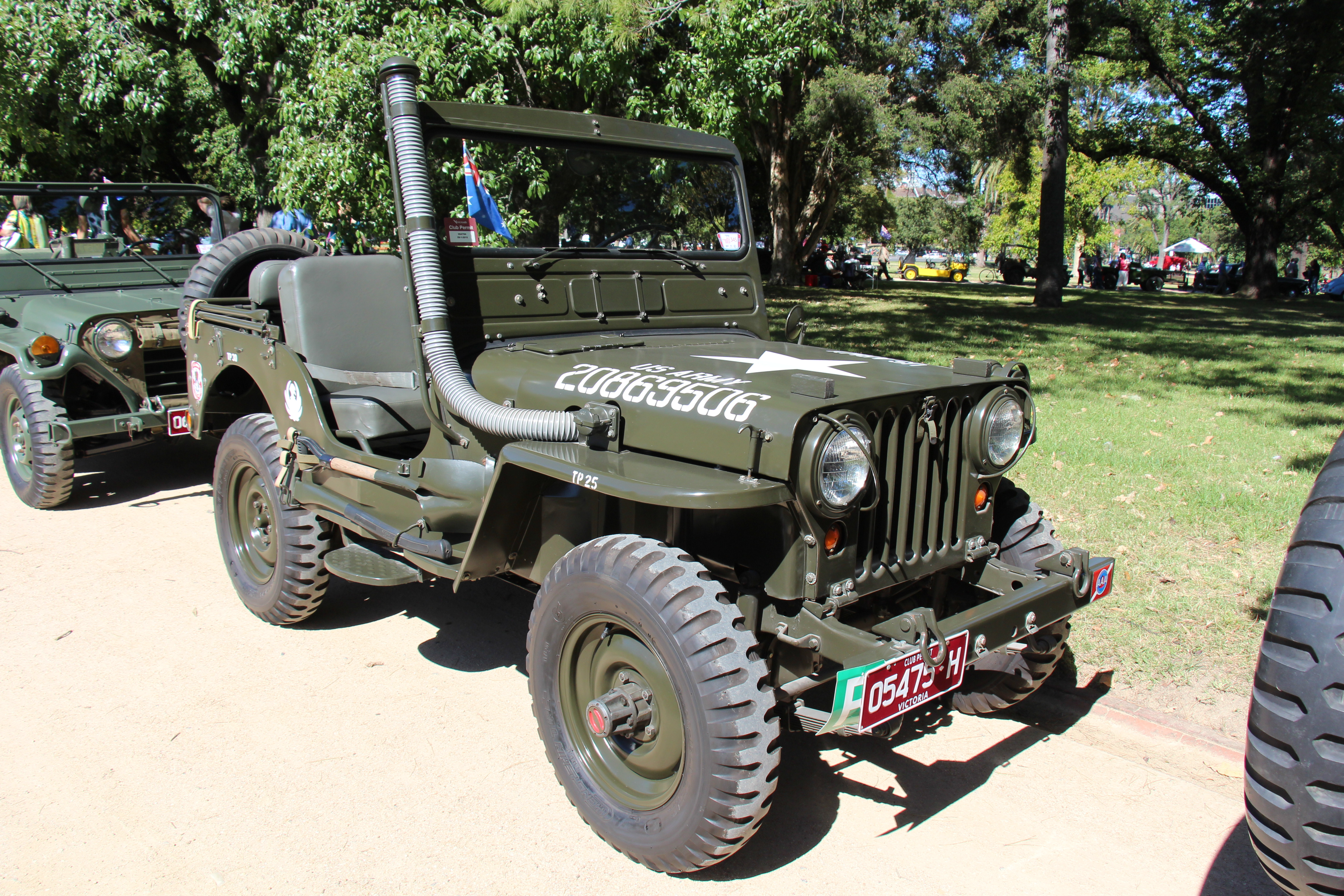
CJ-3A militaire jeep (1951)

## CJ-4
De Willys-Overland CJ-4 of "X-151" was een prototype uit 1950-1951. De wagen werd aangedreven door de nieuwe Willys "Hurricane" motor en had een carrosserie-ontwerp dat het midden hield tussen de verhoogde kap van de CJ-3B en de geheel nieuwe gebogen carrosseriestijl van de CJ-5. Het ontwerp werd echter afgewezen en in de plaats kwam de CJ-3B, wat in wezen een CJ-3A was met een verhoogde motorkap om plaats te bieden aan de nieuwe motor. Het CJ-4 prototype werd verkocht aan een fabrieksmedewerker.
Er zijn sterke vermoedens dat de afgeleide ontwerpen CJ-4M en CJ-4MA (XM170) ook serieus overwogen zijn als voorlopers van de M38A1 en M170 militaire jeeps uit 1951. Een prototype van de CJ-4M is misschien nooit echt gebouwd, maar in 2005 is wel een prototype van een ambulance met verlengde wielbasis opgedoken met registratie "CJ-4MA-01".

## CJ-3B
De Willys CJ-3B verving de CJ-3A in 1953, hetzelfde jaar dat Willys-Overland werd overgenomen door Kaiser Motors. Het nieuwe moederbedrijf verwijderde "Overland" uit de naam. De CJ-3B kreeg een hoger radiatorrooster en motorkap om plaats te bieden aan de nieuwe Willys "Hurricane" motor. Van deze variant zijn er tot 1968 iets meer dan 155.000 exemplaren gebouwd in de Verenigde Staten.
De CJ-3B werd omgebouwd tot de M606 militaire jeep door commercieel verkrijgbare heavy-duty opties te monteren, zoals grotere banden en veren. De M606 werd voornamelijk geëxporteerd en was goed voor een aanzienlijk percentage van de beperkte CJ-3B-productie in de jaren zestig.
Het ontwerp werd in licentie gegeven aan verschillende buitenlandse fabrikanten, zoals Mitsubishi in Japan en Mahindra in India. Mitsubishi stopte pas in 1998 met de verkoop van "Jeep J-series" voertuigen op basis van de CJ-3B. Mahindra bouwde de jeeps zelfs tot 2010, de "Mahindra CJ" was voorzien van een Peugeot-dieselmotor.
De CJ-3B werd ook gebouwd bij Türk Willys Overland, de eerste fabriek voor terreinwagens die in 1954 in Turkije geopend werd.

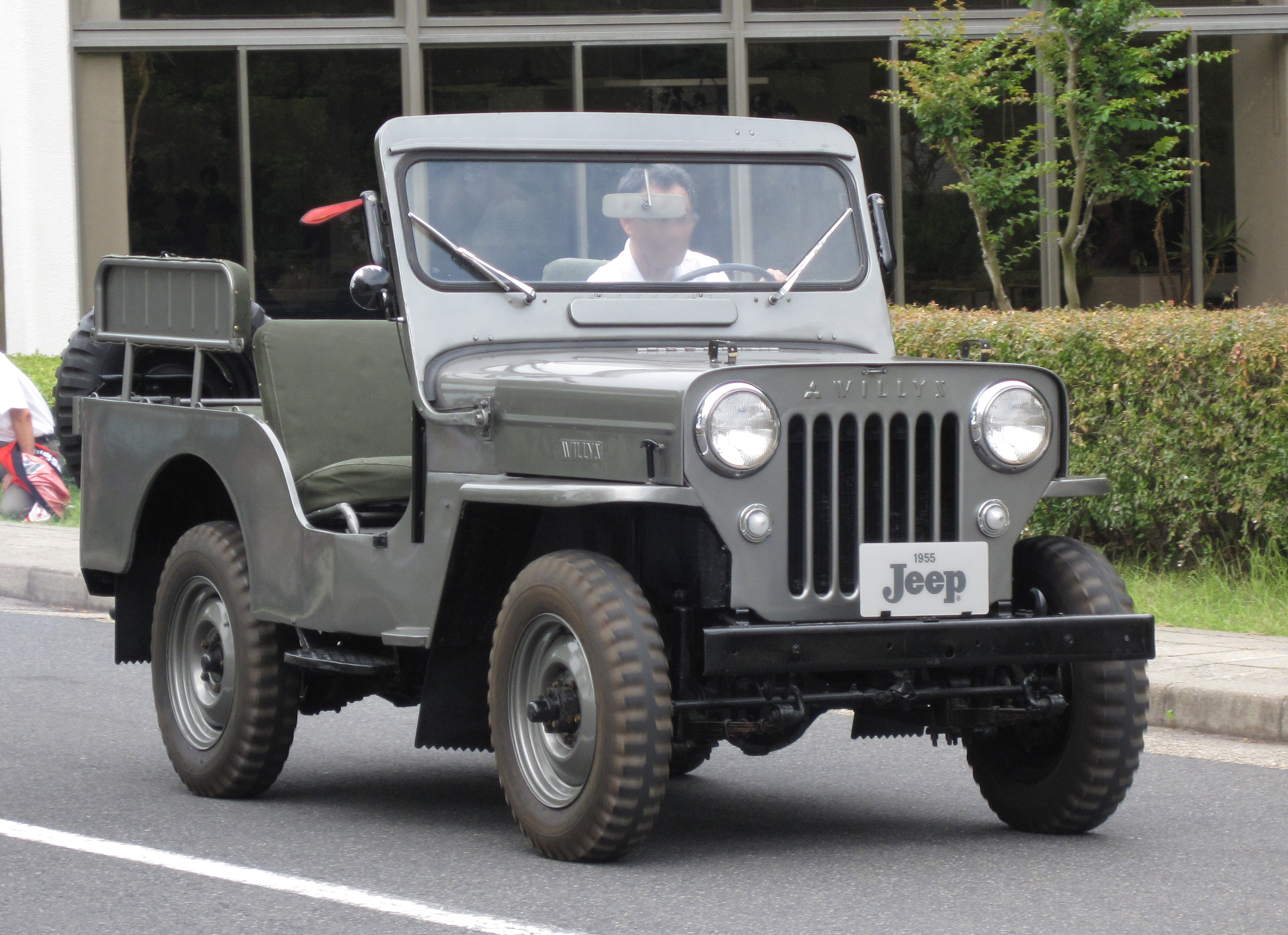
Mitsubishi Jeep J-series (1955)
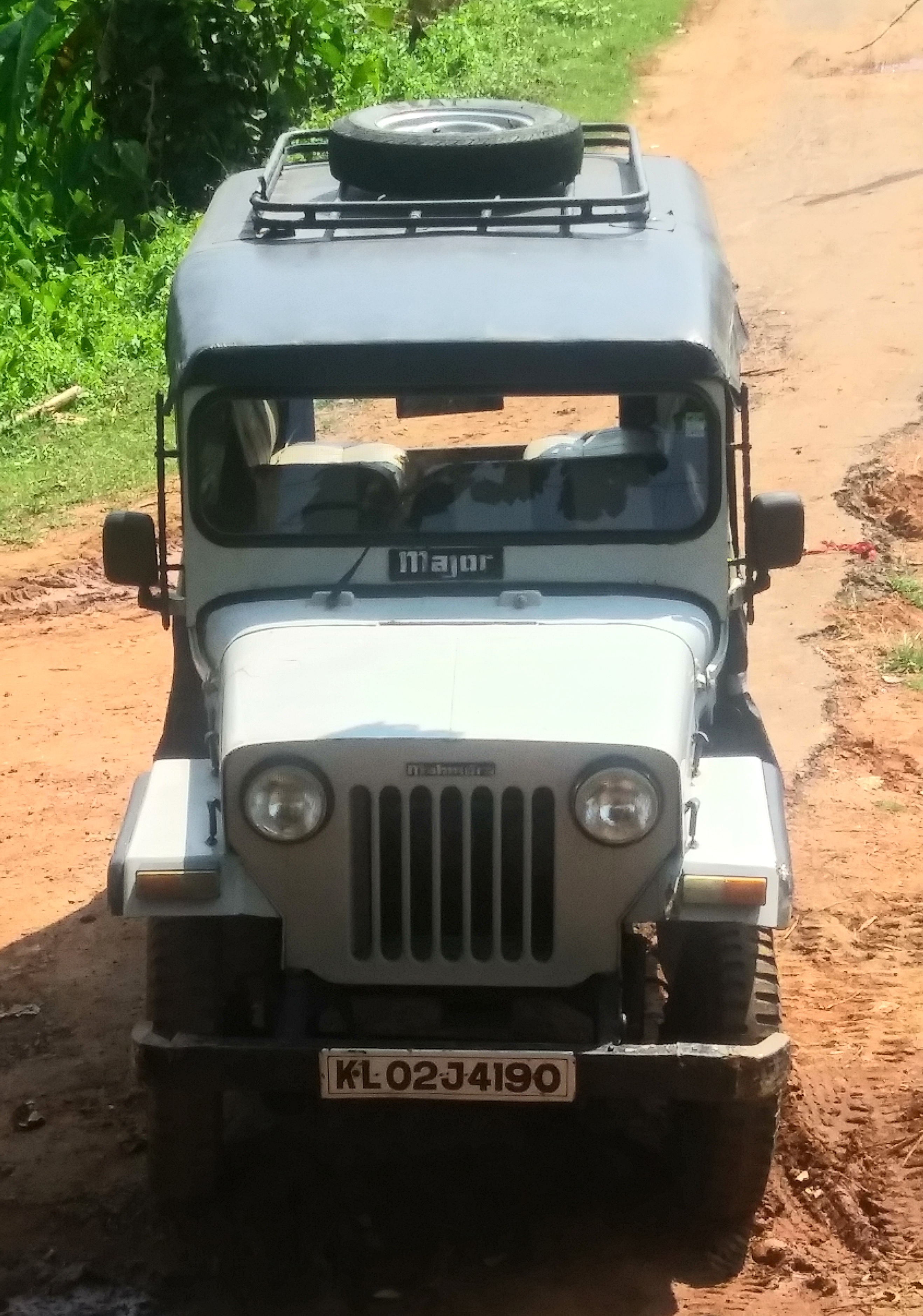
Mahindra CL 550 MDI
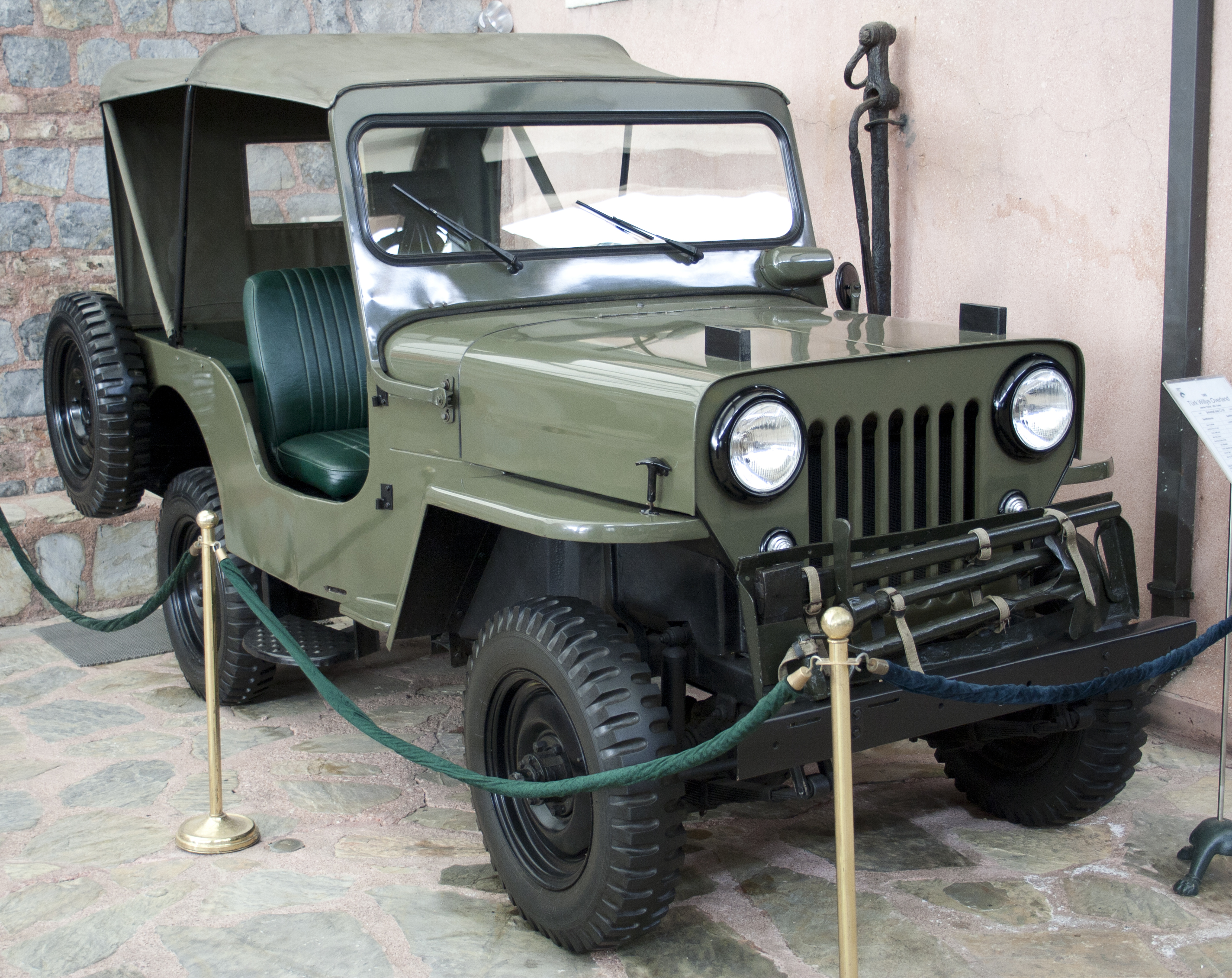
Türk Willys Overland CJ-3B (1963)

## CJ-5
De Willys CJ-5 (na 1964 Jeep CJ-5) werd beïnvloed door de nieuwe eigenaar Kaiser en door de M38A1 militaire jeep, vooral bekend uit de Koreaanse Oorlog. De CJ-5 was bedoeld om de CJ-3B te vervangen, maar dat model bleef gewoon in productie. Dat zou later ook met de CJ-5 gebeuren: de CJ-5 bleef drie decennia in productie terwijl er ondertussen drie nieuwere modellen op de markt kwamen.
Om een antwoord te bieden op klachten dat de 75 pk sterke Willys "Hurricane" viercilindermotor niet krachtig genoeg was, kocht Kaiser in 1965 een licentie om de 3687 cc Buick V6 "Dauntless" motor te produceren. Daardoor kregen de CJ-5 en CJ-6 een nieuwe motor met 116 kW (155 pk) ter vervanging van de oude "Hurricane" motor. Dit bleek een goede zet want tegen 1968 werd zo'n 75% van de verkochte CJ-5's aangedreven door de V6-motor.
In 1970 werd het bedrijf verkocht aan AMC, die de CJ-5 minder als een universeel bedrijfsvoertuig op de markt wou brengen en meer als een sportief voertuig, waarbij met name de prestaties en uitrusting verbeterd werden.

### Facelift
in 1972 gaf AMC de CJ-5 een grote facelift. De "Dauntless" V6-motor werd geschrapt en AMC gebruikte van dan af zijn eigen 3802 cc en 4228 cc zes-in-lijnmotoren en zijn 4982 cc V8-motor. Om plaats te maken in het motorcompartiment voor de nieuwe motoren werden de voorspatborden en de motorkap verlengd met 76 mm en werden er ook een paar kleine wijzigingen aan de aandrijving aangebracht. Het chassis kreeg zes dwarsbalken voor meer stijfheid en de wagens werden voorzien van een grotere brandstoftank die verplaatst werd van onder de bestuurderszetel naar de achterzijde tussen de chassisbalken. De wielbasis nam toe van 2057 mm tot 2121 mm.
Vanaf 1973 werd standaard een radio geïnstalleerd en in 1975 werd airconditioning beschikbaar. Elektronische stroomverdelers vervingen de Delco-verdelers op het volledige motorassortiment en de modellen die uitgerust waren met een V8-motor kregen een katalysator. In 1976 werden de cabine en het chassis gewijzigd.
In het begin van de jaren tachtig werd de CJ-5 standaard geleverd met een "Hurricane"-versie van de GM "Iron Duke" vier-in-lijnmotor in combinatie met een handgeschakelde vierversnellingsbak. De 4,2-liter AMC zes-in-lijnmotor bleef als optie beschikbaar maar werd voortaan gekoppeld aan een vierversnellingsbak in plaats van een drieversnellingsbak.
De doodsteek voor de CJ-5 was een 60 Minutes-reportage uit december 1980 waarin het Insurance Institute for Highway Safety aantoonde dat de CJ-5 de neiging had om om te slaan "in routinematige wegomstandigheden bij relatief lage snelheden". Jaren later werd onthuld dat men bij het experiment er slechts in 8 van de 435 gevallen in geslaagd was om het voertuig in een bocht te laten omslaan.
Van 1954 tot 1983 werden meer dan 603.000 exemplaren van de CJ-5 gebouwd.

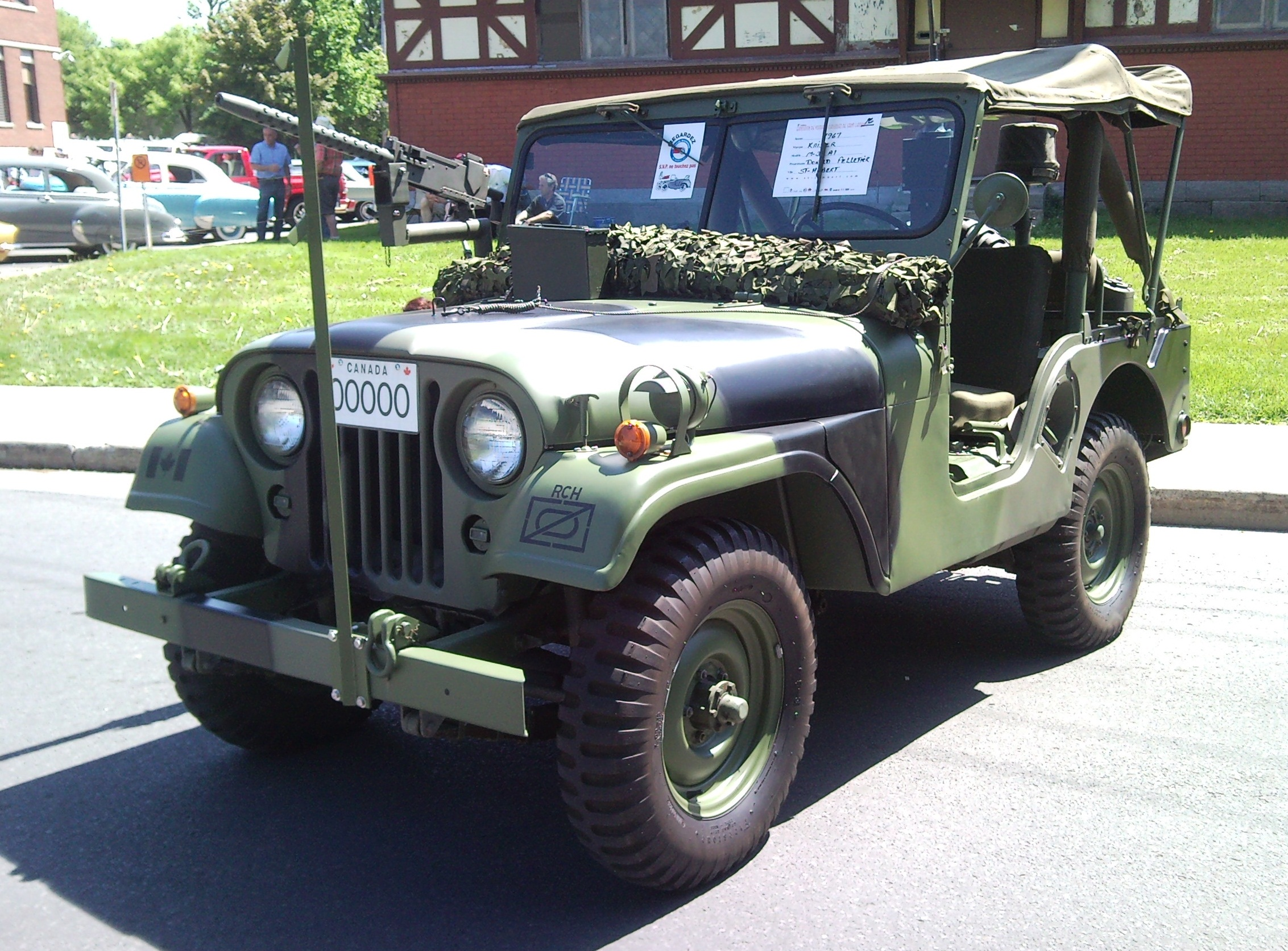
Willys M38A1
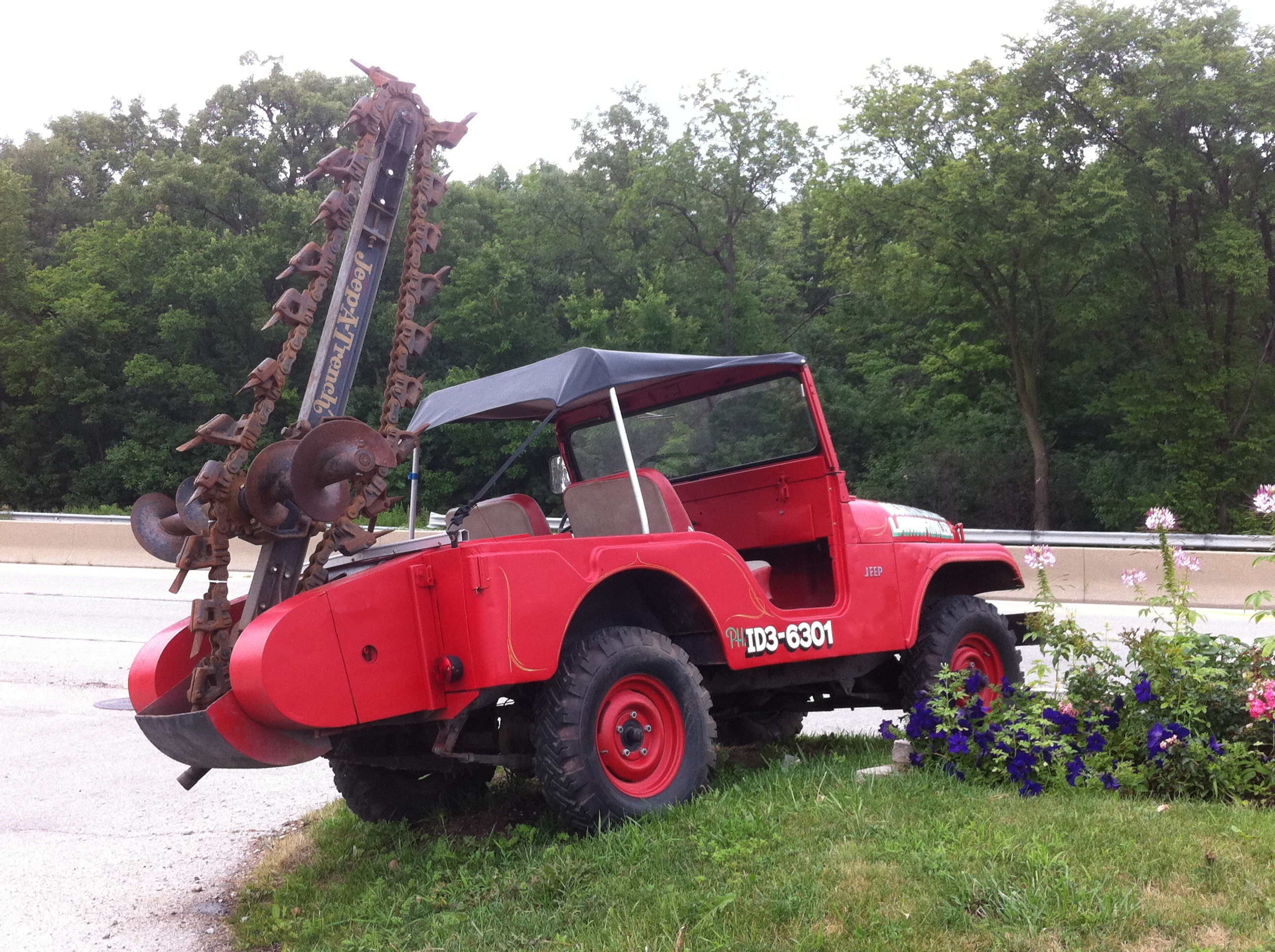
CJ-5 met het "Jeep-A-Trench" werktuig
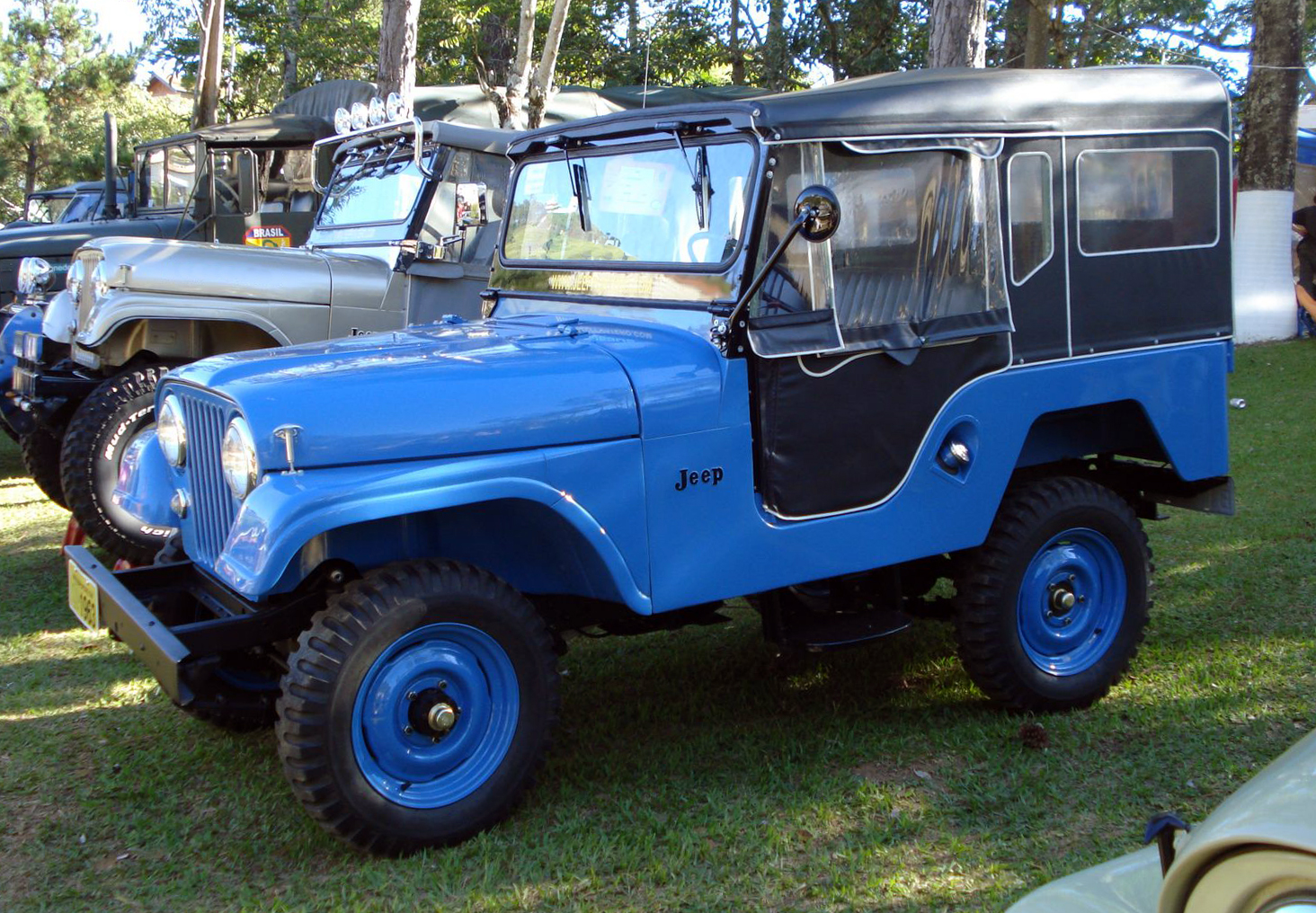
Braziliaanse CJ-5, herkenbaar aan de vierkante achterwielkasten
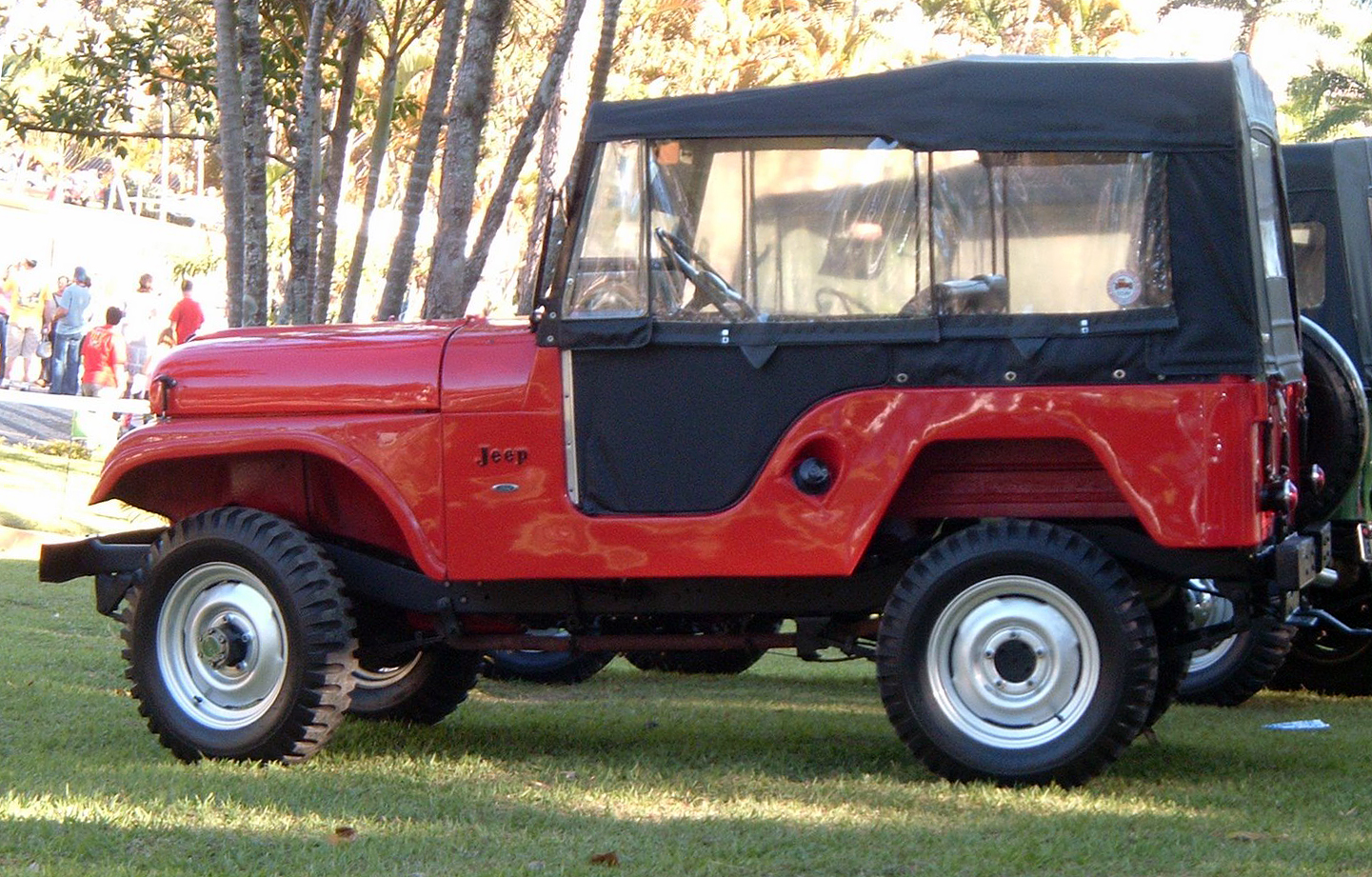
Braziliaanse Ford Jeep
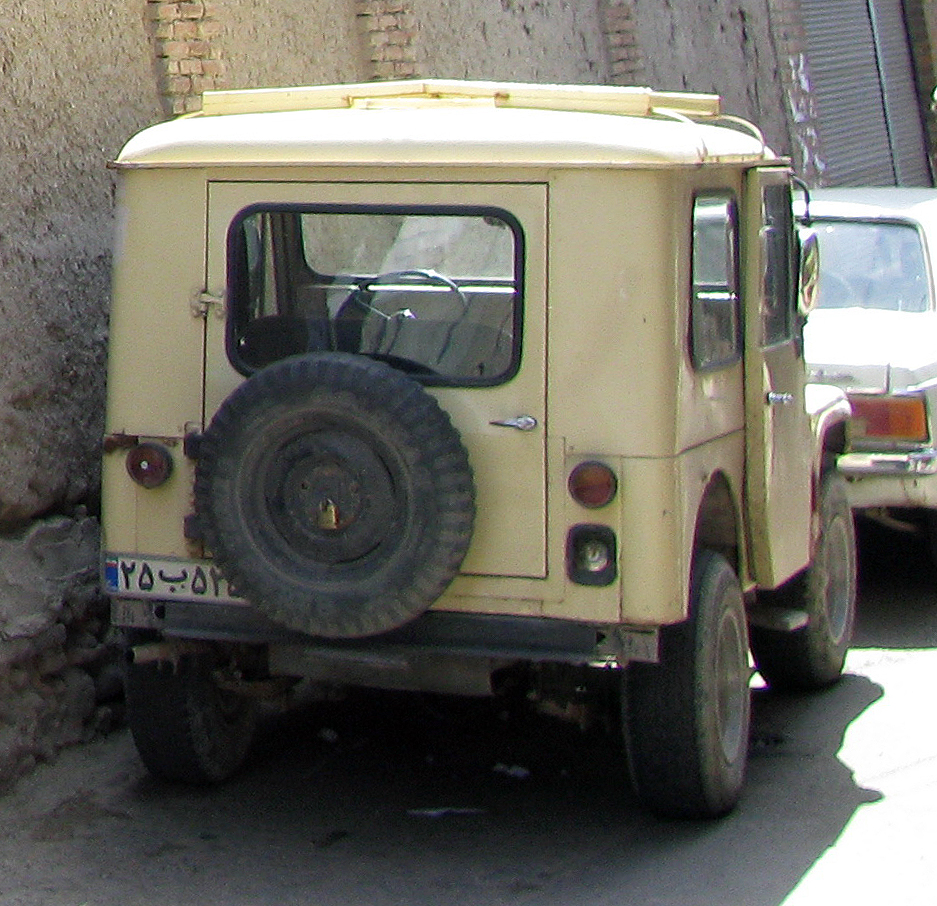
Iraanse Jeep Shahbaz met hardtop

### Speciale CJ-5 versies

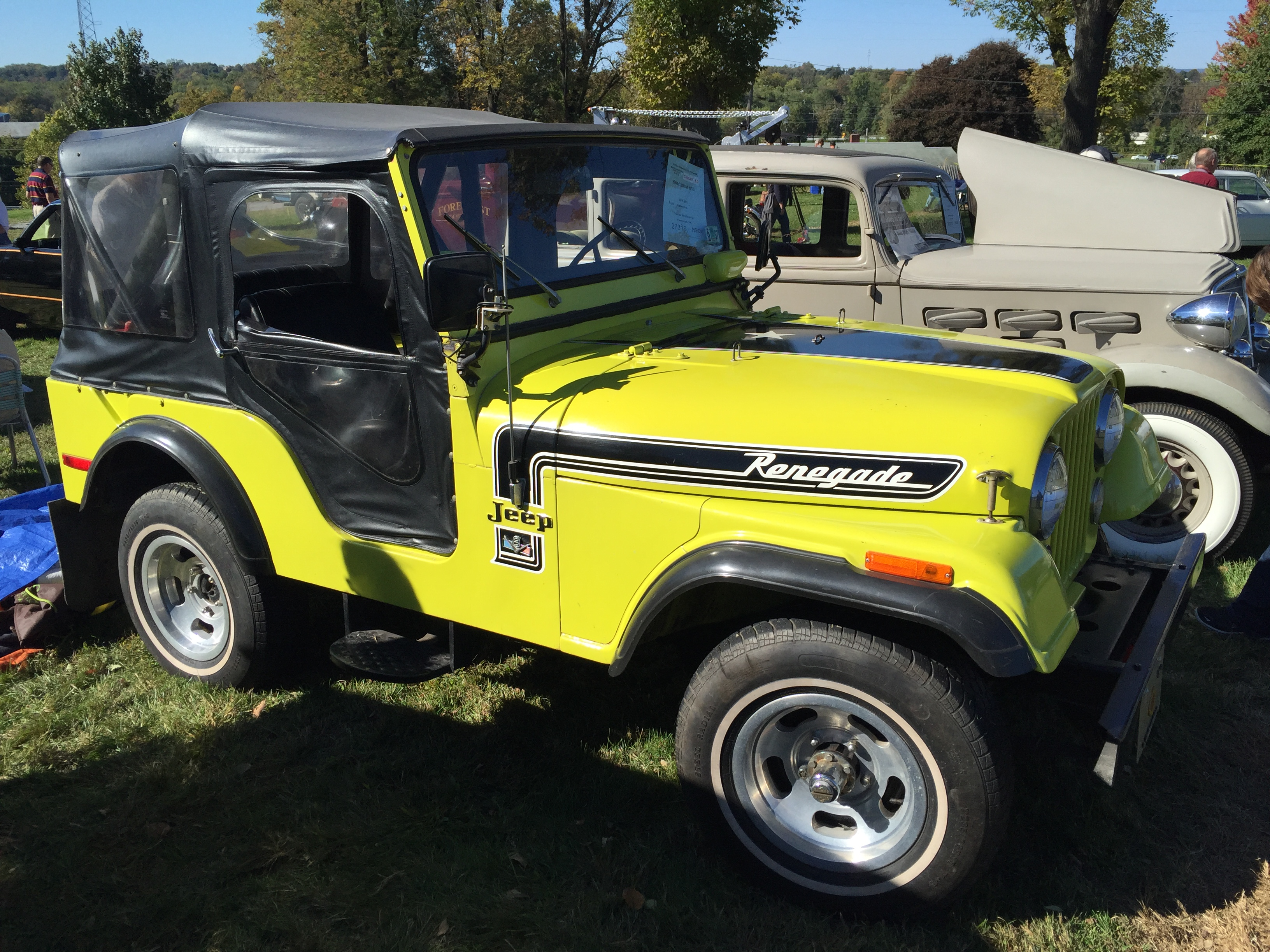
Jeep CJ-5 Renegade (1974)

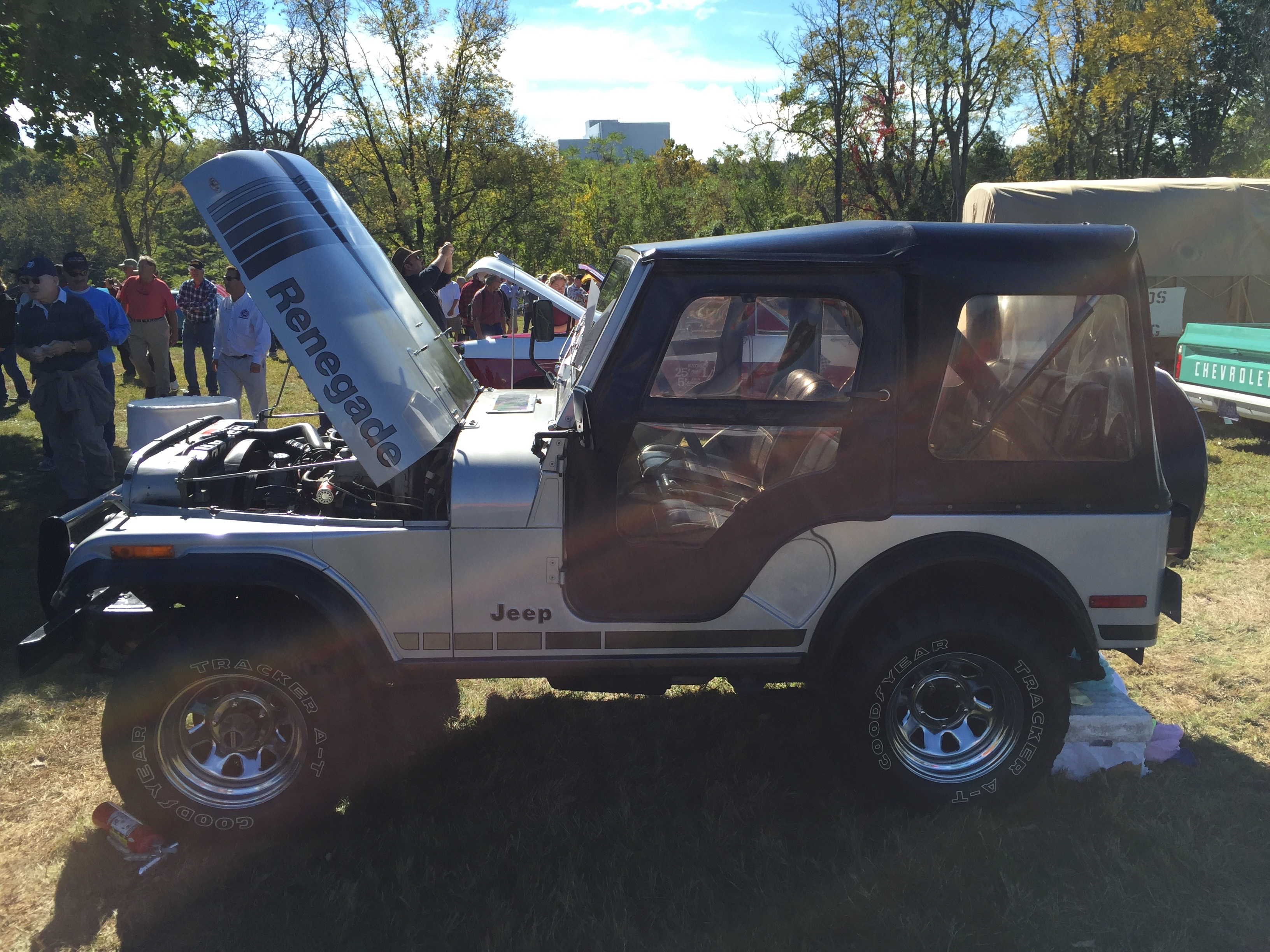
Jecp CJ-5 Silver Anniversary (1979)

- 1961 Tuxedo Park
- 1962 Tuxedo Park Mark II
- 1963 Tuxedo Park Mark III
- 1965 Tuxedo Park Mark IV

De vroege Tuxedo Park-uitvoeringen waren bedoeld om de CJ comfortabeler en aantrekkelijker te maken voor het grote publiek. De Tuxedo Park Mark IV werd verkocht als apart model met verchroomde bumpers, motorkapvergrendelingen, gasdop, spiegel en achterlichtbehuizing, in een poging om door te breken op de massamarkt. De wagen was leverbaar met twee wielbases (2057 en 2565 mm) en een verscheidenheid aan kleuren voor de vinyl zetels en het stoffen dak. De verkoopcijfers van dit model waren laag.
- 1969-1970 Camper

Vanaf 1969 bood Kaiser-Jeep de CJ-5 ook aan als kampeerwagen. De kampeerwagenoptie was los verkrijgbaar en paste op elke CJ-5 die sinds 1955 gemaakt werd. Het kampeergedeelte stak ver voorbij de achterkant van de auto uit en had nog een eigen as die het grootste gedeelte van het gewicht droeg. Het strekte zich ook uit boven de voorzetels, waar het slaapgedeelte zich bevond. Toen AMC in 1970 Kaiser-Jeep kocht, werd de Jeep-kampeerwagenoptie afgevoerd. Met slechts 336 geproduceerde exemplaren is de Jeep Camper een van de zeldzaamste commerciële kampeerwagens ooit.
- 1969 462

Het "462" performance package was een model in beperkte oplage met de V6-motor, kuipzetels vooraan, achterbank, rolbeugel, zwaar chassis en veren, sperdifferentieel, beschermingsplaat voor het oliecarter, achterste uitzwaaiende bandendrager, volle wieldeksels, ampèremeter en oliedrukmeter.
- 1970 Renegade I

De "Renegade I"-modellen uit 1970 borduurden voort op het concept van het "462"-pakket, samen met speciale strepen op de motorkap en beperkte kleuren. De productie wordt geschat op 250 tot 500 exemplaren, uitgerust met alle eerdere prestatie-upgrades samen met een eenvoudige zwarte streep op de zijkanten van de motorkap en nieuwe  bredere wielen. De wagens waren uitsluitend te verkrijgen in enkele felle kleuren.
- 1971 Renegade II

De "Renegade II" uit 1971 nam alle kenmerken van het voorgaande jaar over en kreeg bovendien lichtmetalen velgen, een extra zwarte streep op de motorkap en nieuwe kleurkeuzes.
- 1972-1983 Renegade

De "Renegade" uit 1972 was beschikbaar tot 1983 met de 5,0-liter V8-motor van AMC, lichtmetalen velgen en een Trac-Lok sperdifferentieel.
- 1973 Super Jeep

De Super Jeep, die uitsluitend in 1973 geproduceerd werd, was een uitrustingspakket dat gecreëerd werd vanwege een tekort aan lichtmetalen velgen die nodig waren voor de CJ-5 Renegade-versies. Er werden maar een paar honderd exemplaren gebouwd.
- 1977-1983 Golden Eagle

Van 1977 tot 1983 was het Golden Eagle-pakket verkrijgbaar met een stoffen of metalen kap, schijfremmen, stuurbekrachtiging, toerenteller, V8-motor, airconditioning, treeplanken en Golden Eagle-emblemen.
- 1979 Silver Anniversary

De Silver Anniversary-editie uit 1979 was een beperkte oplage (1000 stuks) van het Renegade-model dat op de markt werd gebracht om het 25-jarig bestaan van de CJ-5 te vieren. De wagens hadden onder meer een speciale "Quick Silver" metallic lak, zwarte tot zilveren accenten op de carrosserie en speciale Renegade-emblemen op de zijkanten van de motorkap, zwarte stoffen kap, speciale reservewielafdekking, kuipzetels in zwart vinyl en een dashboardplaatje met vermelding van de productie van de CJ vanaf 1954 tot 1979.
- 1980 Golden Hawk

De "Golden Hawk" was een stickerpakket dat alleen in 1980 aangeboden werd voor de CJ-5, CJ-7 en Cherokee.
- 1980-1983 Laredo

## CJ-6
De CJ-6, die gebaseerd was op de M170 militaire jeep uit 1953, maakte zijn debuut in 1955. Het was een verlengde versie van de CJ-5, waarbij de wielbasis was toegenomen van 2057 mm tot 2565 mm (vanaf 1972 tot 2629 mm). Het verlengde chassis maakte verschillende configuraties mogelijk, waaronder het toevoegen van een tweede zitrij. De M170 militaire versie kwam grotendeels overeen met de M38A1 (het militaire equivalent van de CJ-5), maar had de opening voor de passagiersdeur verlengd tot aan de achterwielkast. Net als bij de CJ-5 kreeg de CJ-6 de V6- en V8-motoren in 1965 en 1972.
De Amerikaanse verkoop eindigde in 1975 met de introductie van de CJ-7. De CJ-6 was niet erg populair in de Verenigde Staten, de meeste exemplaren werden verkocht aan Zweden en Zuid-Amerika. De CJ-6 werd ook geassembleerd in Zuid-Afrika door een lokale dochteronderneming van Volkswagen en in Israël door Kaiser in Haifa en later door de Israëlische auto-industrie in Nazareth.
Toen de CJ-6 in 1981 definitief uit productie ging waren er 50.172 exemplaren geproduceerd.

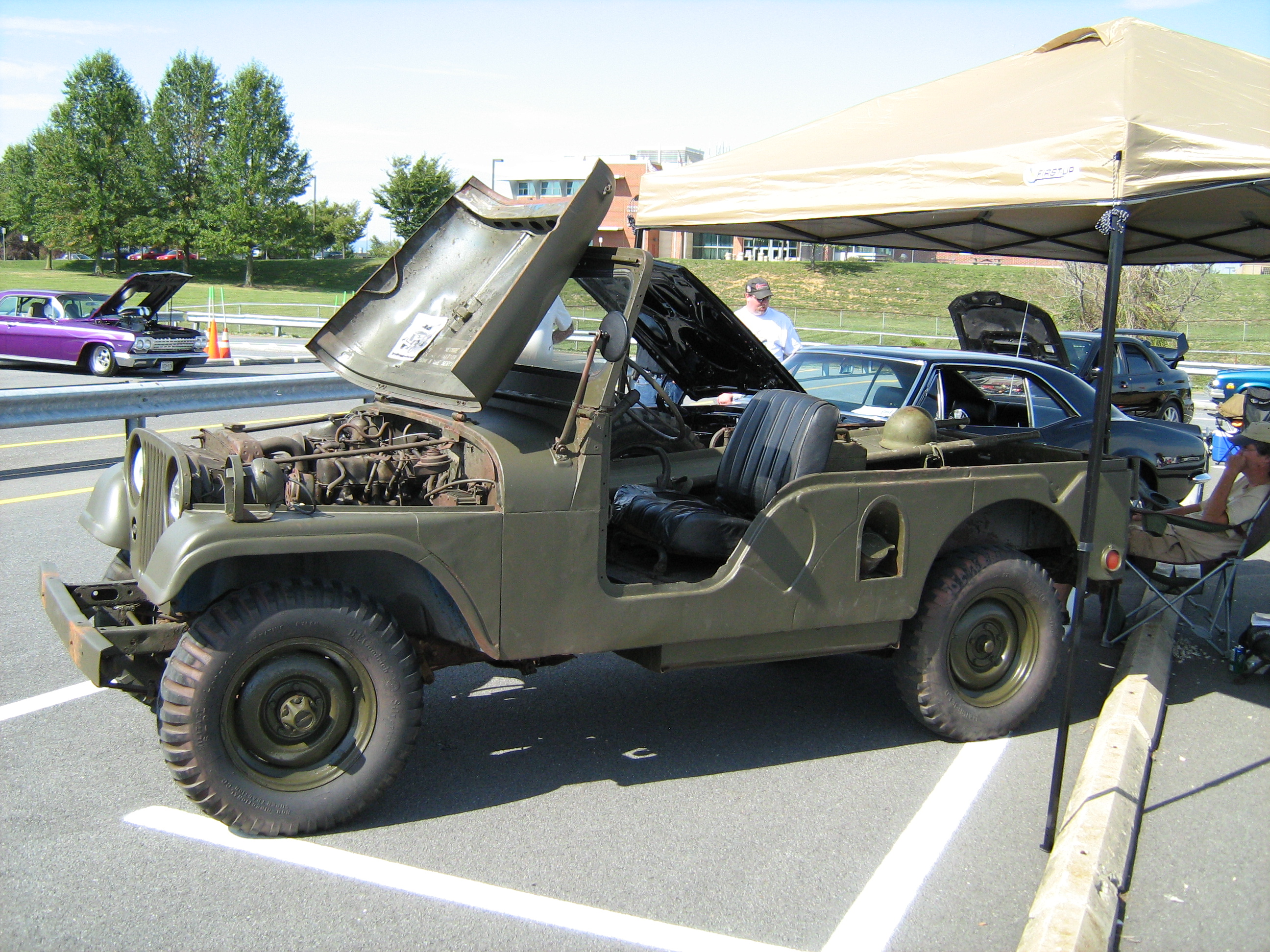
M170
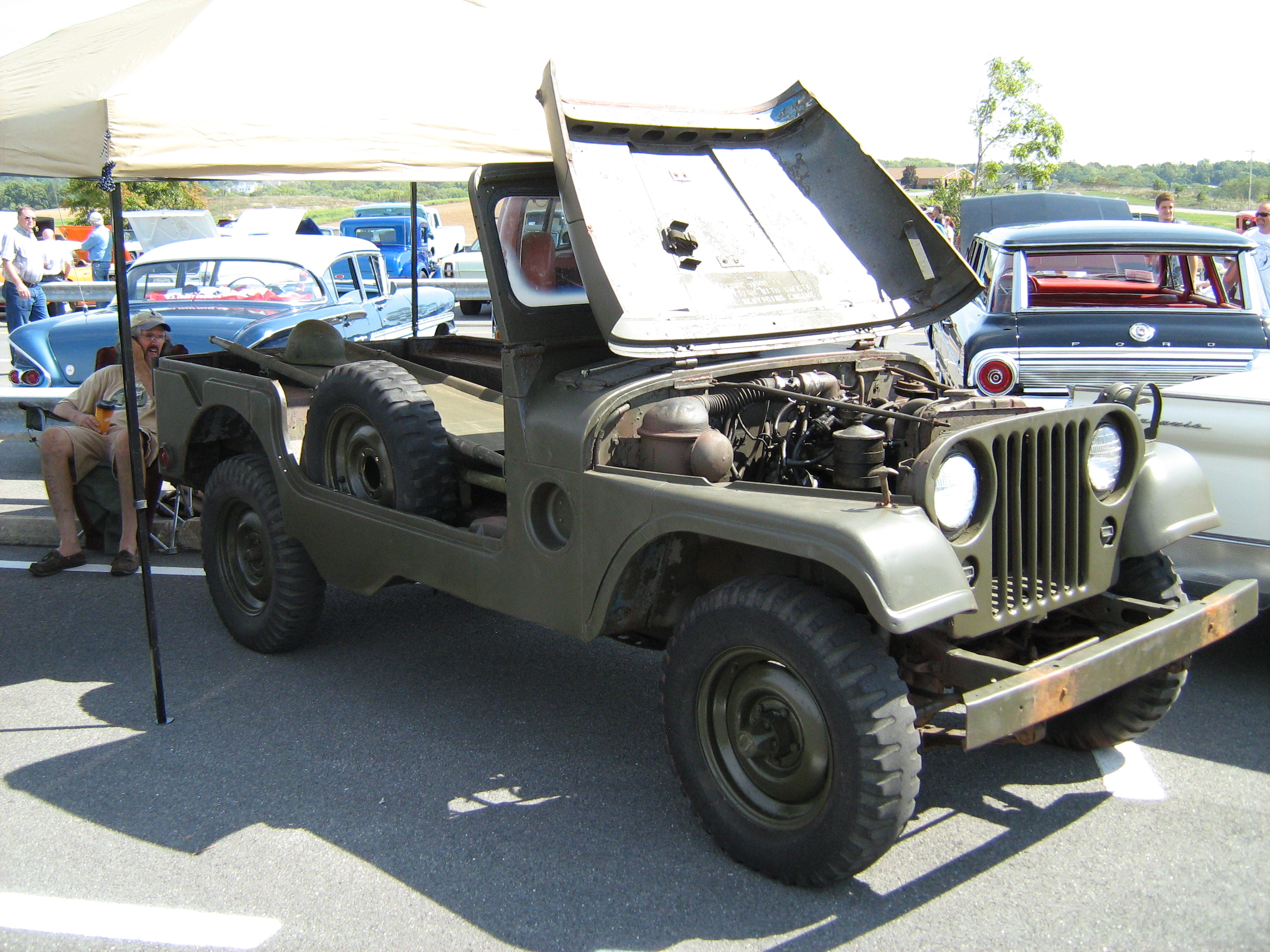
M170 met de verlengde deuropening aan de passagierskant tot aan de achterwielkast
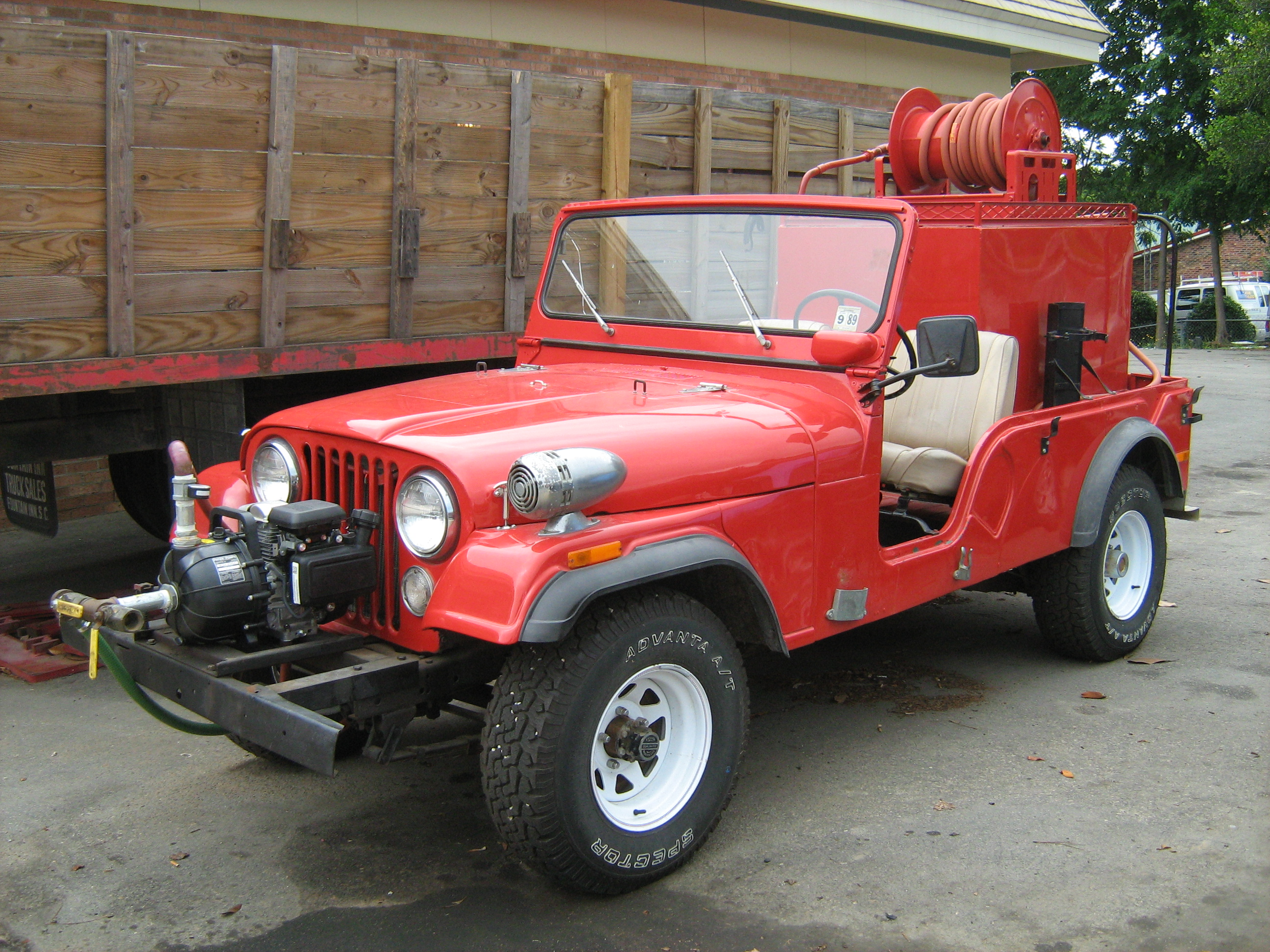
CJ-6 brandweerwagen (1975)
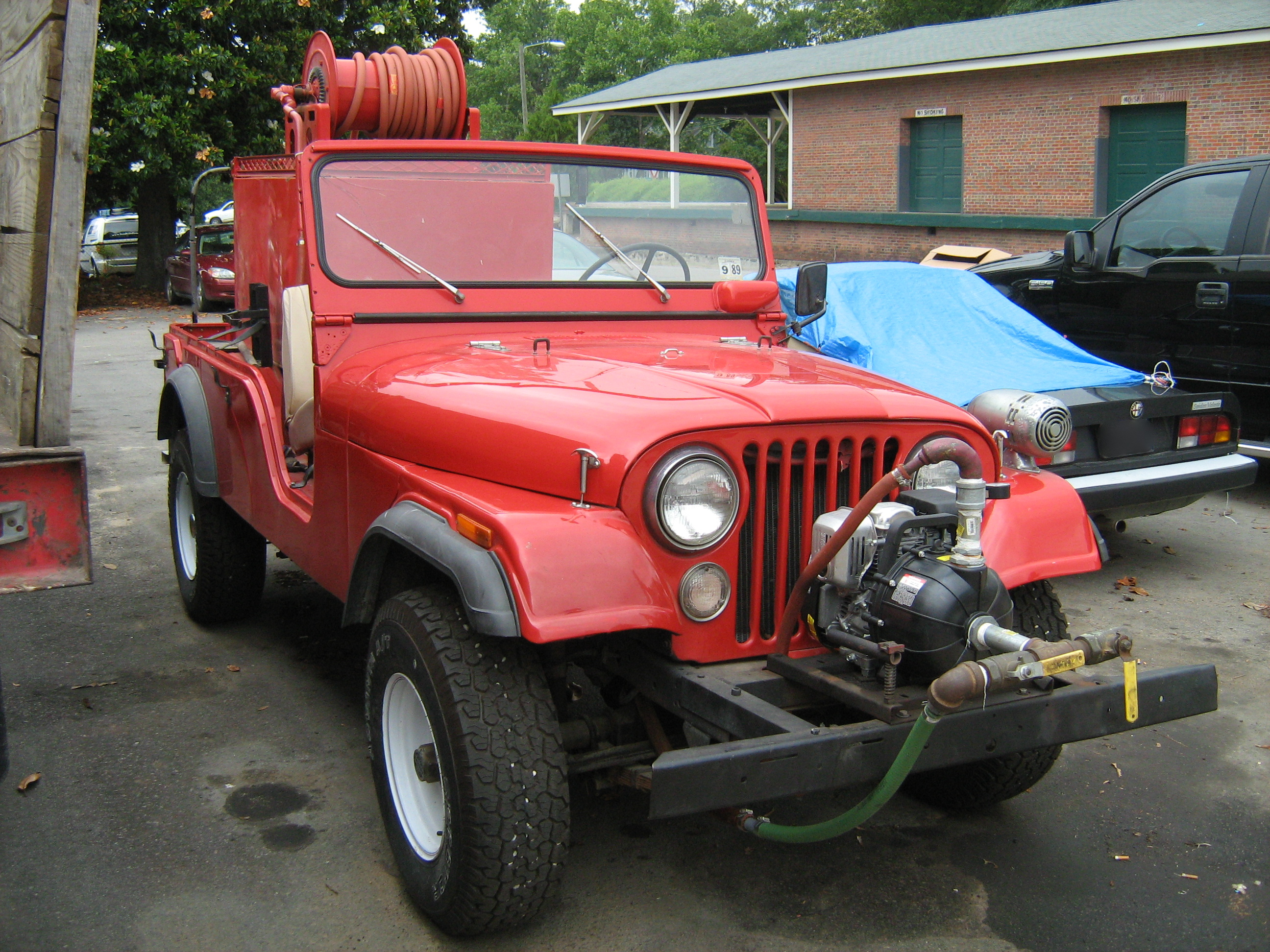
CJ-6 met een normale deuropening aan de passagierskant

## CJ-5A en CJ-6A
Van 1964 tot 1968 werd het Tuxedo Park-uitrustingsniveau door Kaiser op de markt gebracht als een apart model voor de CJ-5A en CJ-6A. Deze modellen zijn te herkennen door een ander voorvoegsel aan het chassisnummer.

## CJ-7
De Jeep CJ-7 uit 1976 had een wielbasis die 254 mm langer was dan die van de CJ-5 en zij-openingen die gedeeltelijk rechthoekig waren om plaats te bieden aan scharnierende deuren. Het andere grote verschil tussen de CJ-5 en de CJ-7 was het chassis, dat bestond uit twee parallelle c-vormige balken over de volledige lengte van het voertuig: om het rijgedrag te verbeteren werd het achterste gedeelte van het chassis verbreed zodat de veren en schokdempers dichter bij de buitenkant van de carrosserie gemonteerd konden worden.
Naast de standaard tussenbak met twee versnellingen kreeg de CJ-7 ook een optioneel automatisch vierwielaandrijfsysteem, de Quadra-Trac. De Quatra-Trac tussenbak werd alleen aangeboden in combinatie met de automatische transmissie van GM. Ook verkrijgbaar als optionele uitrusting waren een hardtop, stalen deuren en een Track-Lok sperdifferentieel op de achteras.
Naast het standaardmodel was de CJ-7 ook verkrijgbaar in Renegade-uitvoering en vanaf 1980 in Laredo-uitvoering. Het Laredo-model was voorzien van lederen kuipzetels met hoge rugleuning, een kantelbaar stuur en een chroompakket dat de bumpers, radiatorrooster en de zijspiegels omvatte.
Van 1980 tot 1982 werd een dieselversie gemaakt in de fabriek in Ohio. De dieselmotoren werden geleverd door Isuzu Motor Cars, een dochteronderneming van General Motors. De dieselversies waren uitsluitend bestemd voor de export.
In 1985 nam het Canadese leger 195 gemilitariseerde versies van de CJ-7 in gebruik als noodmaatregel tussen de pensionering van de M38A1 en de introductie van de Bombardier Iltis.
Tijdens 11 jaar productie werden bijna 380.000 exemplaren van de CJ-7 gebouwd.

### Speciale CJ-7 versies
Uitvoeringsniveaus
- 1976-1986 Renegade
- 1976-1980 Golden Eagle
- 1980 Golden Hawk
- 1980-1986 Laredo

Speciale versies
- 1982-1983 Limited
- 1982 Jamboree Commemorative Edition

Met een beperkte oplage van 630 exemplaren is de Jamboree een van de meest zeldzame Jeeps aller tijden, tezamen met de CJ-5 Renegade II uit 1971. De Jamboree was voorzien van alle denkbare opties.

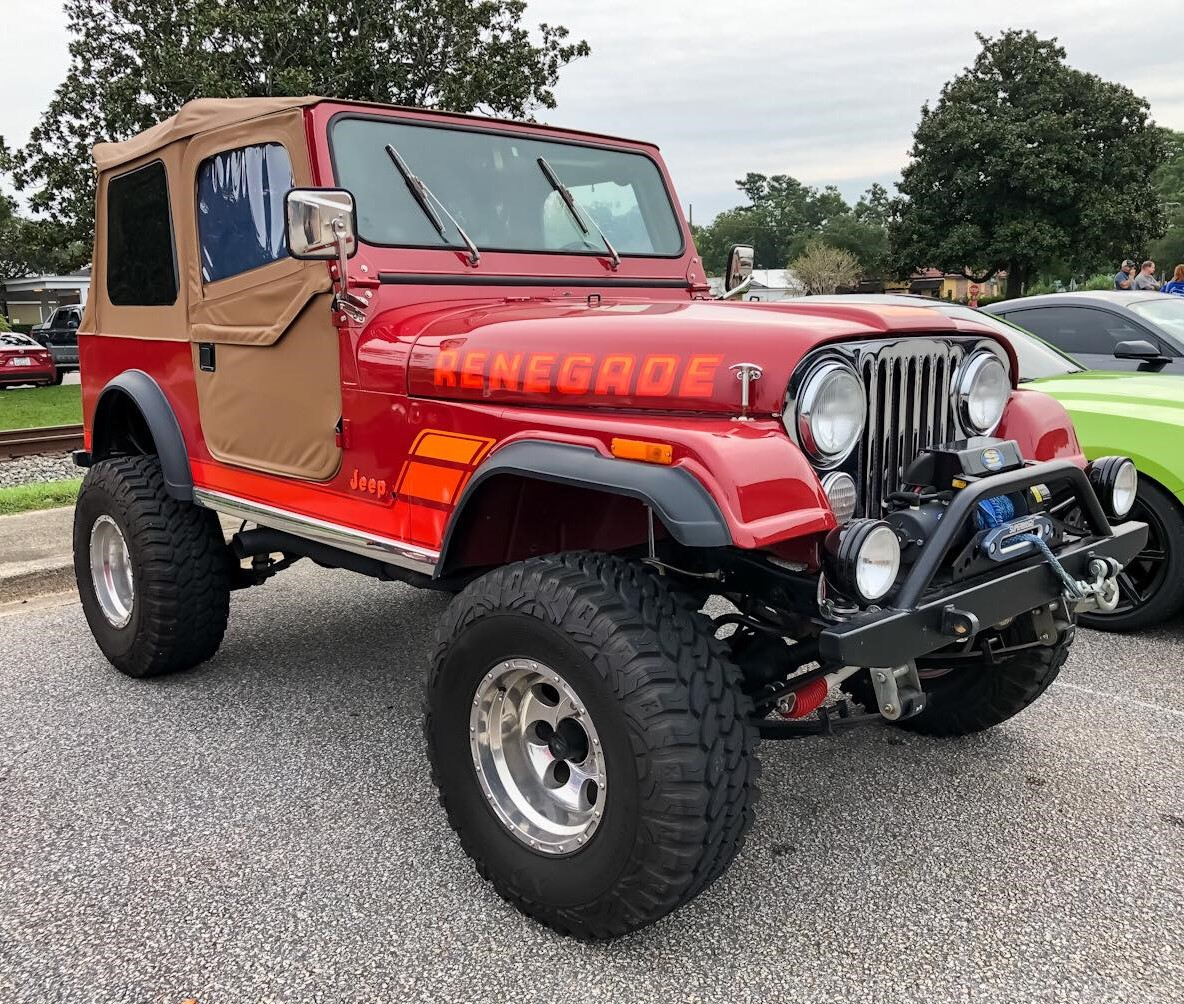
CJ-7 Renegade
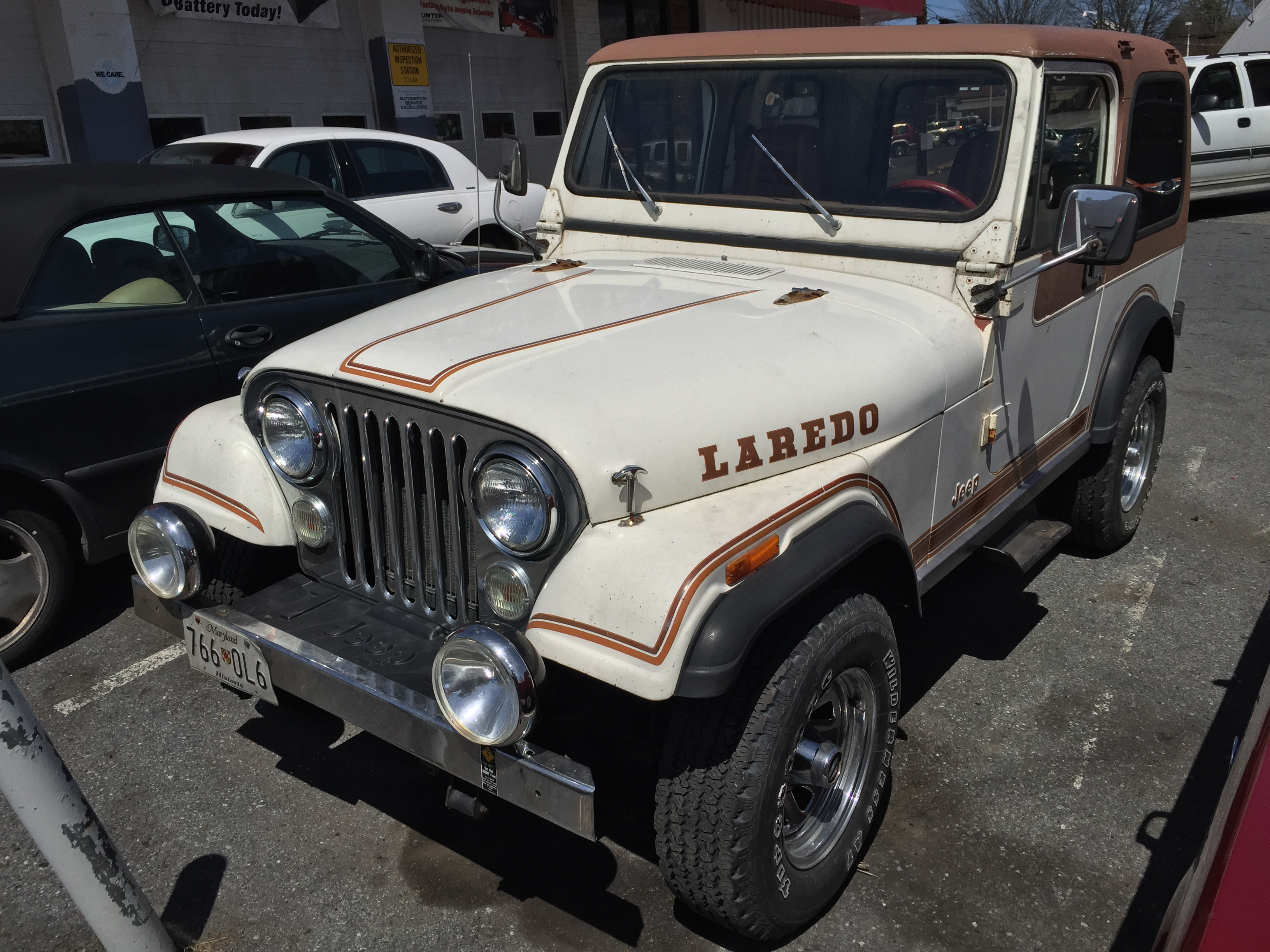
CJ-7 Laredo
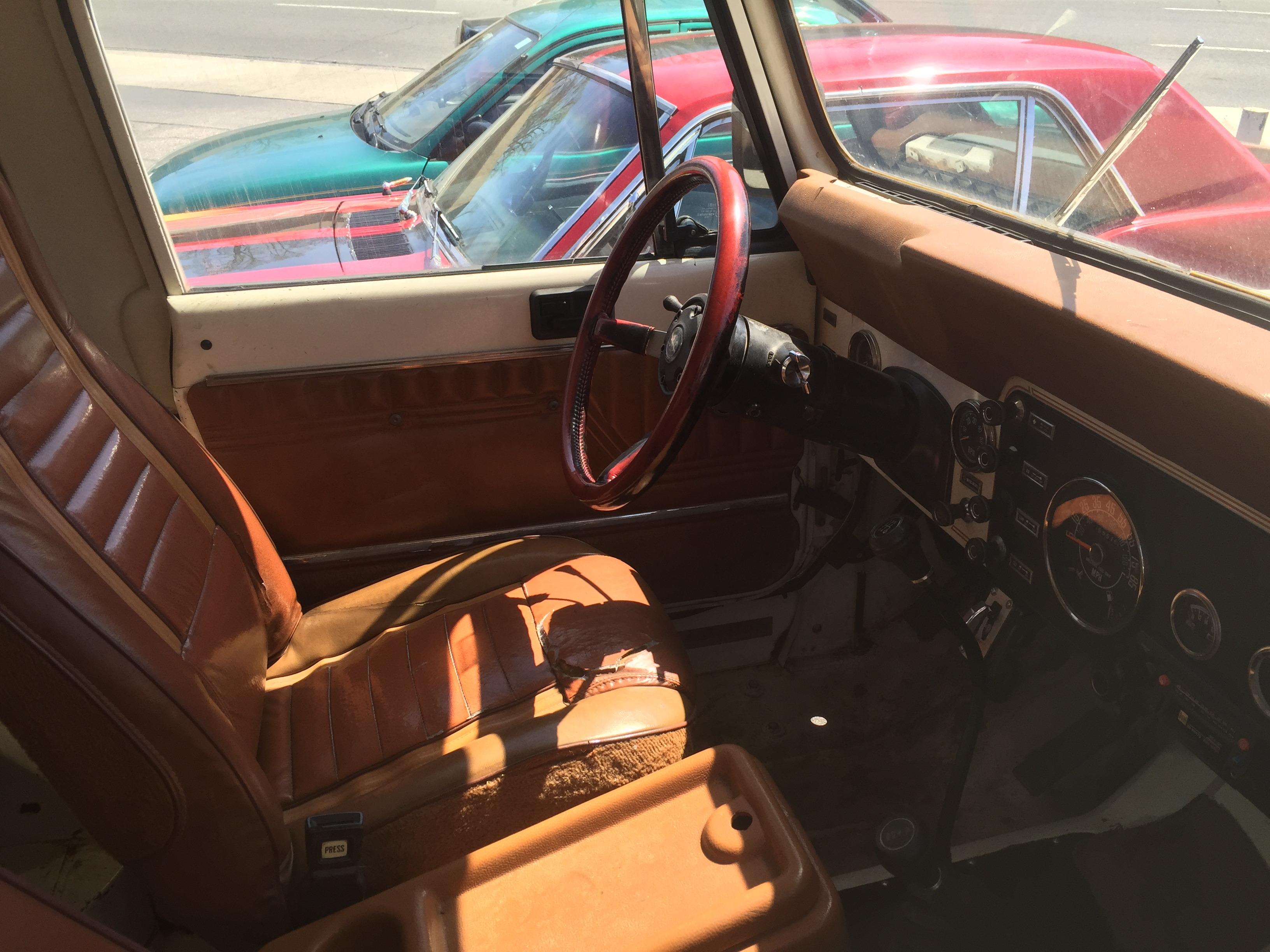
CJ-7 Laredo, interieur
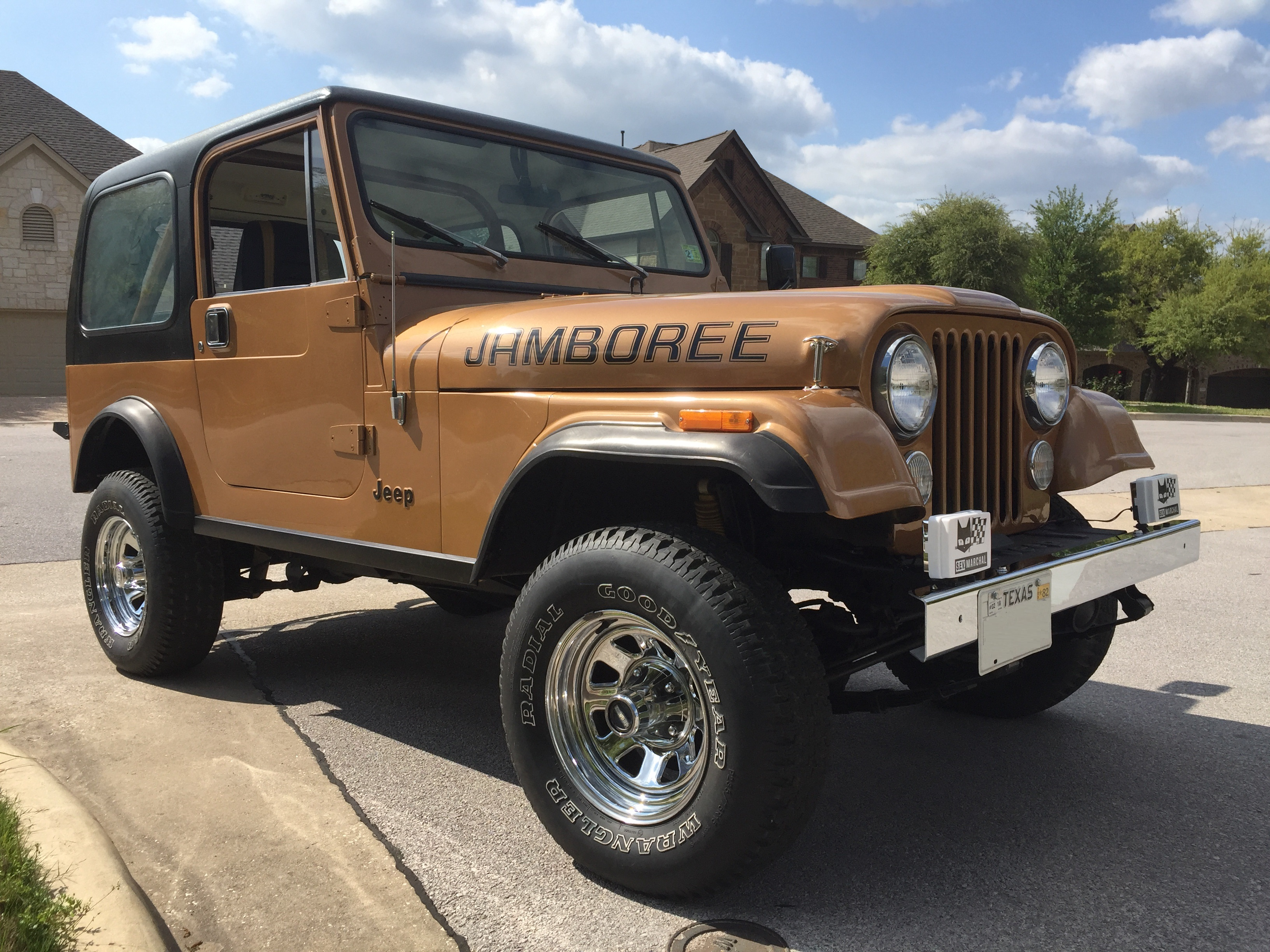
CJ-7 Jamboree Edition

## CJ-8 (Scrambler)
De Jeep CJ-8 Scrambler was een pick-upversie van de CJ-7 die van 1981 tot 1986 geproduceerd werd. De wagen had geen aparte laadbak zoals bij de meeste pick-ups wel het geval is, de laadruimte ontstond door de halve cabine te verwijderen.
De CJ-8 beschikte niet over het Quadra-Trac-systeem maar gebruikte de traditionele tussenbak met handmatige vergendelingsnaven op de voorwielen om de vierwielaandrijving in te schakelen. De meeste exemplaren hadden een handgeschakelde vier- of vijfversnellingsbak, een drietraps automatische transmissie was leverbaar als optie.

## CJ-10
De Jeep CJ-10 was een pick-up met een CJ-carrosserie die van 1981 tot 1985 geproduceerd werd op basis van een sterk gemodificeerde Jeep J10 pick-up. De CJ-10 was uitsluitend bestemd voor de export, met name Australië.
De wagen had rechthoekige koplampen die in de spatborden gemonteerd waren en een radiatorrooster met tien sleuven, in tegenstelling tot alle andere CJ-modellen die een radiatorrooster met zeven sleuven hadden. De CJ-10 kan zowel met een stoffen kap als met een metalen dak uitgerust worden.
De CJ-10 werd aangedreven door een vier-in-lijnmotor van 2474 cc met een vermogen van 60 kW (82 pk) of door een zes-in-lijnmotor van 4227 cc met een vermogen van 85 kW (115 pk), beide van AMC. Als alternatief was er de zes-in-lijn dieselmotor van Nissan met een cilinderinhoud van 3300 cc.

## CJ-10A
De Jeep CJ-10A was gebaseerd op de CJ-10 maar had een kortere wielbasis en achterwielaandrijving. Tussen 1984 en 1986 werden er in Mexico ongeveer 2300 exemplaren gebouwd. De CJ-10A werd gebruikt door de Amerikaanse Luchtmacht als trekauto voor vliegtuigen.